# Geschlechtergerechte Sprache
Geschlechtergerechte Sprache (oft auch kurz Gendersprache genannt) bezeichnet einen Sprachgebrauch, der in Bezug auf Personenbezeichnungen die Gleichbehandlung von Frauen und Männern und darüber hinaus aller Geschlechter zum Ziel hat und die Gleichstellung der Geschlechter in gesprochener und geschriebener Sprache zum Ausdruck bringen will. Als Personenbezeichnung werden dabei alle sprachlichen Mittel verstanden, die sich in ihrer inhaltlichen Bedeutung (Semantik) auf einzelne Personen, auf gemischtgeschlechtliche Gruppen oder auf Menschen im Allgemeinen beziehen (Referenz auf Außersprachliches). Um zu verdeutlichen, dass neben weiblichen und männlichen (siehe binäre Geschlechterordnung) auch nichtbinäre Personen einbezogen werden, setzt sich zunehmend die Bezeichnung gendergerechte Sprache durch, auch gendersensible, diskriminierungssensible, genderinklusive oder inklusive Sprache (vergleiche Soziale Inklusion und Diversity Management). Die Anwendung geschlechtergerechter Sprache wird auch kurz als „Gendern“ bezeichnet und nutzt im Wesentlichen zwei Möglichkeiten: einerseits die Sichtbarmachung der Geschlechter durch entsprechende Bezeichnungsformen (sexusbezogen: Lehrerinnen und Lehrer, Lehrer*innen), andererseits die Neutralisierung von Geschlechtlichem (sexusneutral: Lehrkräfte, Lehrende).
Auf Basis feministischer Sprachkritik seit der Mitte der 1970er Jahre erschienen im deutschsprachigen Raum 1980 die ersten Richtlinien zur Vermeidung sexistischen Sprachgebrauchs, zusammengestellt von vier Sprachwissenschaftlerinnen, die zu den Gründerinnen der Feministischen Linguistik gehören. Die Wortwahl „sexistisch“ bezogen sie dabei auch auf ein beobachtetes sprachliches Ungleichgewicht (Asymmetrie): Bei Personenbezeichnungen, die in paariger Form vorliegen (Lehrer/Lehrerin), wird die grammatisch feminine Form ausschließlich für Frauen verwendet, während die maskuline Form einerseits spezifisch für männliche Personen, in anderen Zusammenhängen aber verallgemeinernd für Personen aller Geschlechter (generisches Maskulinum: alle Lehrer) verwendet wird. Diese Sprachgewohnheit wird als Diskriminierung kritisiert, weil bei der Beschreibung gemischtgeschlechtlicher Gruppen nur Maskulinformen erscheinen (aus 99 Lehrerinnen plus 1 Lehrer werden 100 Lehrer). Hierdurch würden Frauen sprachlich „unsichtbar“ bleiben, sie seien beim generischen Maskulinum „nur mitgemeint“; außerdem würden beim generischen Gebrauch von Maskulinformen häufig männliche Bilder assoziiert (mentale Repräsentation). In der Folgezeit wurden zahlreiche Vorschläge für geschlechtergerechte Sprech- und Schreibweisen erarbeitet und in Richtlinien, Leitfäden und Gesetzen festgehalten, mit der erklärten Absicht einer „sprachlichen Gleichbehandlung von Frauen und Männern“. Insbesondere nach der rechtlichen Anerkennung der Geschlechtskategorie „divers“ im Jahr 2018 in Deutschland und 2019 in Österreich änderte sich die Zielsetzung zur „sprachlichen Gleichbehandlung aller Geschlechter“ (gendergerecht). Seit den Anfängen gibt es kritische Stimmen zu den Konzepten, insbesondere wenn sie in das Sprachsystem oder die Orthographie eingreifen.
In anderen Sprachen werden unterschiedliche Aspekte von sprachlicher Geschlechtergerechtigkeit diskutiert, so steht im Englischen seit 1973 der Aspekt der Genderneutralität im Vordergrund, während in Frankreich erst seit Mai 2021 für Frauen eigene Berufs- und Funktionsbezeichnungen in femininer Form offiziell empfohlen werden.

## Deutsche Sprache

### Grundlagen

#### Grundbegriffe: Genus und Sexus bei Personenbezeichnungen
Das Deutsche gehört zu den Sprachen, die Substantiven (Hauptwörtern, Nomen) ein grammatisches Geschlecht zuweisen (fachsprachlich das Genus, Mehrzahl Genera). Das Genus (von lateinisch genus „Art, Gattung, Geschlecht“, in Anlehnung an altgriechisch γένος génos) ist eine in vielen Sprachen vorkommende Klassifikation von Substantiven. Mit dem Genus muss die Wortform anderer Wörter übereinstimmen, die sich auf das Substantiv beziehen, im Deutschen beispielsweise die Form von Artikeln, Adjektiven und Pronomen. Man bezeichnet diese regelhaften Übereinstimmungen als Kongruenz. Im Deutschen gibt es drei grammatische Geschlechter: das Maskulinum, das Femininum und das Neutrum. Trotz gleichlautender Bezeichnung ist das „grammatische Geschlecht“ nicht gleichzusetzen mit dem „natürlichen“ Geschlecht (in der Linguistik Sexus genannt).
Während die grammatische Kategorie Genus als „Sortierungsverfahren“ für die Beziehung von Wörtern im Satz steht, erfassen Begriffe wie Sexus und Gender das natürliche bzw. soziale Geschlecht von Menschen. Es stehen verschiedene sprachliche Möglichkeiten bereit, auf das Geschlecht von Personen zu verweisen. Ein solches Bedeutungselement kann beispielsweise fest im einzelnen Wort, also lexikalisch verankert sein: So bezeichnet das Wort „Bruder“ eine Person in einem geschwisterlichen Verwandtschaftsverhältnis, die männlich ist; das Wort „Schwester“ eine Person, die weiblich ist. In der Bedeutungslehre (Semantik) spricht man von Semen: „Bruder“ hat die Seme [Geschwister] und [männlich], „Schwester“ die Seme [Geschwister] und [weiblich], bei dem Oberbegriff „Geschwister“ fehlt das sexusbezogene Sem. Es gibt also sexusspezifische und sexusneutrale (sexusindifferente) Wörter. Anders ausgedrückt: Es gibt Wörter, die auf das Geschlecht einer Person verweisen und Wörter, bei denen dies nicht der Fall ist. Sexus kann im Deutschen auch durch die Wortendung markiert werden: Eine „Lehrerin“ (movierte Form von Lehrer) ist eine weibliche Lehrkraft. Durch das Suffix -in erhält das Wort das Sem [weiblich].
Ein innerhalb der Linguistik kontrovers diskutiertes Thema ist die Beziehung zwischen Genus und Sexus und die Frage, wie eng diese Kategorien miteinander verknüpft sind. Einigkeit besteht in der Einschätzung, dass es sich hierbei grundsätzlich um zwei getrennte Kategorien handelt. Dennoch lassen sich zahlreiche Genus-Sexus-Kongruenzen etwa im Bereich der oben aufgeführten Verwandtschaftsbeziehungen (Bruder/Schwester, Vater/Mutter, Onkel/Tante etc.) beobachten.
Vom Sexus ausgehend (Sexus-Genus-Relation) gibt es „bei Bezeichnungen für erwachsene Personen“ laut Gisela Zifonun bis auf wenige Ausnahmen „eine klare Korrelation“: Weibliche Personen werden meist durch Feminina bezeichnet, männliche durch Maskulina.
Bei der vom Genus ausgehenden Genus-Sexus-Relation hingegen ist die Sachlage deutlich komplexer: Keine Beziehungen zwischen Genus und Sexus gibt es etwa bei Wörtern wie „der Mensch“, „die Person“ und „das Opfer“. Diese werden Epikoina genannt und sind geschlechtsunspezifische Nomina, die nur ein Genus aufweisen und nicht movierbar sind. Diese Maskulina, Feminina und Neutra können auf alle Geschlechter referieren. Bei dieser Art von Nomen gibt es keine Genus-Sexus-Kongruenz.
| Genus          | Sexusspezifische Wörter mit Genus-Sexus-Kongruenz | Epikoina (sexusindifferent)                              |
| -------------- | ------------------------------------------------- | -------------------------------------------------------- |
| feminin (die)  | Schwester, Mutter, Frau, Tante, Tochter           | Person, Wache, Waise, Geisel, Koryphäe; Fachkraft        |
| maskulin (der) | Bruder, Vater, Mann, Onkel, Sohn                  | Mensch, Fan, Star, Champion, Profi, Flüchtling, Prüfling |
| neutral (das)  |                                                   | Kind, Mitglied, Opfer, Genie, Individuum                 |

Auch bei vielen maskulinen Personenbezeichnungen ist eine geschlechtsneutrale Verwendung zu beobachten. Es handelt sich meist um Wörter, für die es eine feminine Ableitung gibt; diese wird durch Movierung aus dem Maskulinum gebildet (Lehrer → Lehrer-in). Diese movierbaren Maskulina werden je nach Kontext sexusspezifisch oder sexusneutral genutzt, weshalb sie auch als polysem (mehrdeutig) bezeichnet werden. Im Fall der sexusneutralen Nutzung spricht man vom generischen Maskulinum, bei dem keine Genus-Sexus-Kongruenz vorliegt. Auch Pronomen wie jeder, keiner, niemand werden oft generisch verwendet.
| Generische Maskulina (sexusindifferent) | Sexusspezifische movierbare Maskulina |
| --- | --- |
| „Ich muss dringend zum Arzt.“ „Der Kunde ist König.“ „Kein Lehrer lässt so etwas durchgehen.“ „Ich lade alle meine Freunde ein.“ „Die Franzosen haben gewählt.“ „Wieviel Einwohner hat Bremen?“ „Es melden sich immer weniger Schüler bei uns an.“ „Man weiß das als Segler.“ „Frau Meyer und Herr Müller sind Lehrer.“ „Frauen sind die besseren Autofahrer.“ „Unsere beiden Experten für solche Fälle sind Lydia und Sven.“ „Anton ist Pilot, Maria auch.“ Komposita: Bürgersteig, Wählerverzeichnis, Lehrerzimmer, Meisterprüfung, Führerschein Pronomen: keiner, jeder, niemand, man Suffigierungen: meisterhaft, aufklärerisch, bürgerlich | „Ich kann dir meinen Augenarzt empfehlen.“ „Diesen Bericht hat unser Korrespondent in New York verfasst.“ „Herr Weber ist schon lange Kunde bei uns.“ „Der Verkäufer blickte mich erwartungsvoll an.“ „Der Polizist schwenkte eine gelbe Fahne.“ „Einer meiner Freunde feiert seinen Junggesellenabend.“ „Diesjähriger Preisträger ist der Franzose Jacques Poirot.“ „In der 6. Klasse gibt es oft Reibereien zwischen Schülern und Schülerinnen.“ „Noch immer verdienen Ärzte mehr als Ärztinnen.“ „Alice ist die beliebteste Lehrerin. Bob ist der beliebteste Lehrer.“ „Wir haben viel mehr Lehrerinnen als Lehrer an unserer Schule.“ |

#### Feministische Sprachkritik
Die verallgemeinernde Gebrauchsweise von männlichen Personenbezeichnungen und Pronomen wurde zunächst ab 1973 in der englischen Sprache kritisch untersucht (siehe unten).
Mitte der 1970er-Jahre begannen Sprachwissenschaftlerinnen auch die deutsche Sprache in Bezug auf Elemente zu untersuchen, die in androzentrischer Weise den Mann und das Männliche sprachlich als Norm erscheinen lassen.
Das Thema „Sprache und Geschlecht“ fand Eingang in Veranstaltungen an deutschsprachigen Hochschulen.
Im Jahre 1978 erschien der Band einer sprachwissenschaftlichen Zeitschrift zu diesem Thema sowie der Artikel Linguistik und Frauensprache von Senta Trömel-Plötz mit der Kritik an einer männlich geprägten Sprache („Männersprache“), die bis in die grammatischen Strukturen hinein die Sichtbarkeit von Frauen einschränke und sie immer nur mitmeine.
Der geschlechterübergreifende Gebrauch von Maskulinformen wurde als sprachliche Asymmetrie kritisiert; bald kamen gesellschaftspolitische Forderungen nach einer sprachlichen Gleichbehandlung beider Geschlechter auf.
Aus dieser feministischen Sprachkritik gingen Vorschläge für eine Modifikation des Sprachgebrauchs hervor, aus denen das Konzept einer „geschlechtergerechten Sprache“ entstanden ist.
Im Jahre 1979 wurde die UN-Konvention zur Beseitigung jeder Form von Diskriminierung der Frau beschlossen; im selben Jahr hielt Trömel-Plötz ihre Antrittsvorlesung an der Universität Konstanz über die Feministische Linguistik als Forschungsbereich zu „Sprache und Geschlecht“.
Im Jahre 1980 erschienen die Richtlinien zur Vermeidung sexistischen Sprachgebrauchs von ihr, zusammen mit den Sprachwissenschaftlerinnen Marlis Hellinger, Ingrid Guentherodt und Luise F. Pusch.
Die Wortwahl „sexistisch“ war im Sinne von „diskriminierend“ gemeint und bezog sich auf verschiedene sprachliche Ungleichbehandlungen. 1987 veröffentlichte die UNESCO unter dem Titel Guide to Non-Sexist Language eigene Leitlinien zur geschlechtsneutralen Sprache.

#### Streitpunkt Generisches Maskulinum
Das Handbuch geschlechtergerechte Sprache der Sprachwissenschaftlerinnen Gabriele Diewald und Anja Steinhauer bezeichnet im April 2020 das generische Maskulinum als eine weiterhin bestehende „Sollbruchstelle“ der gendergerechten Sprache:

„Einer der Hauptstreitpunkte in den Debatten um geschlechtergerechte Sprache seit den 1970er-Jahren ist das sogenannte generische Maskulinum. Diese Diskussion ist so wichtig wie kompliziert. […] Selbstverständlich raten alle Leitfäden für gendergerechte Sprache von der Verwendung dieser Gebrauchsgewohnheit – denn das ist das ‚generische Maskulinum‘ letztlich – ab. […] Männer sind durch diese Form immer explizit angesprochen und können sich somit in jedem Fall gemeint fühlen. Frauen hingegen sind durch diese Form nicht direkt angesprochen. Sie wissen nie, ob sie in einem konkreten Fall ‚mitgemeint‘ sind und sich also angesprochen fühlen sollen oder ob sie nicht gemeint, also ausgeschlossen sind. […] Denn die maskuline Form bei paarigen Personenbezeichnungen ist keine geschlechtsneutrale Form. […] Das ‚generische Maskulinum‘ verstößt zudem gegen das grundlegende Kommunikationsprinzip der Klarheit und Vermeidung von Mehrdeutigkeit. […] Zugleich ist es eine der Sollbruchstellen des geschlechtergerechten Formulierens: Es ist nicht möglich, sich geschlechtergerecht auszudrücken und zugleich das ‚generische Maskulinum‘ beizubehalten.“

Die Redaktion des Nachrichtenmagazins Der Spiegel formuliert Anfang 2020 ihre journalistischen Grundsätze neu: „Das generische Maskulinum soll nicht mehr Standard sein.“ Ein Jahr später wertet die Redaktion aus, wie häufig Männer und wie oft Frauen in den Spiegel-Texten der zwölf Monate erwähnt wurden: Männer 107.000 Mal (79 %), Frauen 28.000 Mal (21 % von 135.000). Im Oktober 2020 erklärt die Redaktion der Tageszeitung Frankfurter Rundschau: „Das generische Maskulinum wird in der FR kein Standard mehr sein.“ Im Juni 2021 vereinbaren acht der größten deutschsprachigen Nachrichtenagenturen (darunter dpa, epd, KNA, Reuters, APA und AFP) ein gemeinsames Vorgehen, „um diskriminierungssensibler zu schreiben und zu sprechen. Das generische Maskulinum wird in kompakter Nachrichtensprache noch vielfach verwendet, soll aber schrittweise zurückgedrängt werden. Ob die Nachrichtenagenturen in einigen Jahren ganz darauf verzichten können, hängt von der weiteren Entwicklung der Sprache ab“ (Details). Zur gleichen Zeit bekräftigt die schweizerische Bundeskanzlei in Bezug auf deutschsprachige Texte der Bundesverwaltung: „Das generische Maskulin (Bürger) ist nicht zulässig.“

#### Generische Maskulinform
Im Jahre 1984 erwähnte die Duden-Grammatik noch den „verallgemeinernden“ Gebrauch maskuliner Formen und erklärte, dass feminine Bezeichnungsformen nur zu verwenden wären, wenn ausschließlich Frauen gemeint seien:

„Besonders bei Berufsbezeichnungen und Substantiven, die den Träger eines Geschehens bezeichnen (Nomina agentis), verwendet man die maskuline Form vielfach auch dann, wenn das natürliche Geschlecht unwichtig ist oder männliche und weibliche Personen gleichermaßen gemeint sind. Man empfindet hier das Maskulinum als neutralisierend bzw. verallgemeinernd. Wenn man jedoch das weibliche Geschlecht deutlich zum Ausdruck bringen will, wählt man entweder die feminine Form (z. B. auf ‚-in‘) oder eine entsprechende Umschreibung […].“

 Im Jahre 1995 ergänzte die Duden-Grammatik zum „neutralisierenden“ Gebrauch maskuliner Formen die Fachbezeichnung generisch („verallgemeinernd“), erwähnte aber auch die Existenz von „Bemühungen, eine sprachliche Gleichbehandlung von Frauen zu erreichen“. Festgehalten wurde: „Durch die Emanzipation der Frau kommen zunehmend neue Bildungen für die Bezeichnung von Berufsrollen in Gebrauch, die früher nur Männern vorbehalten waren“. In der folgenden 6. Auflage 1998, herausgegeben von Peter Eisenberg und Annette Klosa-Kückelhaus, wurde erstmals der Ausdruck „generisches Maskulinum“ verwendet – aber auch auf die Ablehnung des generischen Gebrauchs hingewiesen sowie auf die „Doppelnennung“ beider Formen:

„Besonders bei Berufsbezeichnungen und Nomina, die den Träger eines Geschehens bezeichnen (Nomina agentis), wird die Verwendung des generischen Maskulinums immer mehr abgelehnt. Bei Bezug auf weibliche Personen werden häufig feminine Formen (z. B. auf ‚-in‘) verwendet; mit Doppelnennungen der maskulinen und femininen Form bezieht man sich auf männliche und weibliche Personen: […] alle Lehrerinnen und Lehrer […]“

 2016 erwähnte die Duden-Grammatik in ihrer 9. Auflage den Ausdruck generisches Maskulinum nicht mehr, stattdessen wird grundlegend unterschieden zwischen „sexusspezifisch“ (geschlechtsbezogen) und „sexusindifferent“ (geschlechtsneutral). Personenbezeichnungen werden in 3 Klassen unterteilt: Klasse A umfasst die wenigen sexusindifferenten Substantive wie der Mensch, die Person, das Mitglied, der Impfling (siehe unten); Klasse B umfasst eindeutig auf Männer oder auf Frauen bezogene Substantive (der Mann, der Junge, der Herr – die Frau, die Dame; die Chefin, die Freundin). Die dritte Klasse umfasst Bezeichnungen, die auch im generischen Sinne gebraucht werden können, wobei dazu die Kritik an der Mehrdeutigkeit angeführt wird:

„Klasse C umfasst maskuline Personenbezeichnungen, die sowohl sexusspezifisch (Bezug nur auf Männer) als auch sexusindifferent gebraucht werden. Neben solchen Maskulina steht gewöhnlich eine feminine Ableitung, die sexusspezifisch auf weibliche Personen referiert (Klasse B), meist mit dem Suffix -in (traditioneller Fachausdruck: Movierung): Abiturient → Abiturientin; Agent → Agentin […]

Am sexusindifferenten (generischen) Gebrauch wird kritisiert, dass er sich formal nicht vom sexusspezifischen Gebrauch unterscheidet. So können inhaltliche und kommunikative Missverständnisse entstehen, z. B. der Eindruck, dass Frauen gar nicht mitgemeint sind. Experimente unterstützen diese Annahme. Aus diesem Grund wird der sexusindifferente Gebrauch der Maskulina oft vermieden. Stattdessen werden Paarformen gebraucht: Alle Schülerinnen und Schüler sind herzlich eingeladen. (Anrede:) Liebe Zuschauerinnen und Zuschauer!“

#### Sprachliche Gleichbehandlung aller Geschlechter
Mit der rechtlichen Verankerung der dritten Geschlechtsoption „divers“ in Deutschland 2018 und Österreich 2019 ist die Notwendigkeit verbunden, Personen mit nichtbinärer Geschlechtsidentität (außerhalb der Zweigeschlechtlichkeit) angemessen benennen und beschreiben zu können. Der Rat für deutsche Rechtschreibung hält dazu Ende 2018 fest, „dass der gesellschaftliche Diskurs über die Frage, wie neben männlich und weiblich ein drittes Geschlecht oder weitere Geschlechter angemessen bezeichnet werden können, sehr kontrovers verläuft. Dennoch ist das Recht der Menschen, die sich weder dem männlichen noch dem weiblichen Geschlecht zugehörig fühlen, auf angemessene sprachliche Bezeichnung ein Anliegen, das sich auch in der geschriebenen Sprache abbilden soll.“ Mit der grundsätzlichen Anerkennung und Akzeptanz nichtbinärer Geschlechtsidentitäten ist die Bezeichnung „gendergerechte Sprache“ verbunden (von englisch gender [ˈdʒɛndɐ] „soziales Geschlecht“).
Die Gesellschaft für deutsche Sprache (GfdS) fasst hierzu im August 2020 zusammen: „In dieser Hinsicht sind auch sprachliche Faktoren in Augenschein zu nehmen, um allen Geschlechtern gerecht zu werden.“ Festgehalten wird, dass „es für das dritte Geschlecht jedoch bislang weder eindeutige Bezeichnungen noch adäquate Pronomen, Anrede- oder Flexionsformen gibt“. Zwar sieht die GfdS den Bedarf an einer Sprache, „die allen Geschlechtern gerecht wird, gleichzeitig ist sie sich eines größeren Problembereichs bewusst: Nicht nur sind neue, künstliche Formen bei Personenbezeichnungen zu schaffen (z. B. Arzt, Ärztin, 3. Form), auch sind viele grammatische Ergänzungen und Veränderungen vonnöten […] Insofern sind realistische und orthografisch wie grammatisch korrekt umsetzbare Möglichkeiten einer umfassend geschlechtergerechten Sprache weiterhin zu diskutieren.“
Im Juni 2021 erklärt die schweizerische Bundeskanzlei, sie sei sich bewusst, „dass Menschen, die vom herkömmlichen binären Geschlechtermodell nicht erfasst werden, auch in einer Sprache, die ebenfalls nur zwei Geschlechter kennt, nicht gleich repräsentiert sind wie Frauen und Männer. Die Bundeskanzlei anerkennt deshalb auch das Anliegen, das hinter dem Genderstern und ähnlichen neueren Schreibweisen zur Gendermarkierung steht: eine Sprache zu verwenden, die möglichst alle Menschen einbezieht und niemanden ausschliesst.“ Sternchen und andere Sonderzeichen seien aber in deutschsprachigen Texten der Bundesverwaltung verboten (vergleichbar zum Verbot der écriture inclusive in Frankreich).
Siehe unten: Fehlende sprachliche „dritte Option“

### Einfluss auf die Sprachpraxis
Zuständig für die amtlichen Rechtschreibregeln im deutschen Sprachraum ist der Rat für deutsche Rechtschreibung (RdR), der 2005 eingerichtet wurde von Deutschland, Österreich, der Schweiz, Südtirol, Liechtenstein und der Deutschsprachigen Gemeinschaft Belgiens. Sein Regelwerk gilt als verbindlich für die Rechtspflege und für Behörden, Schulen und andere Einrichtungen. In seiner Bekanntmachung Geschlechtergerechte Schreibung: Empfehlungen vom 26. März 2021 bekräftigte der Rat „seine Auffassung, dass allen Menschen mit geschlechtergerechter Sprache begegnet werden soll und sie sensibel angesprochen werden sollen. Dies ist allerdings eine gesellschaftliche und gesellschaftspolitische Aufgabe, die nicht allein mit orthografischen Regeln und Änderungen der Rechtschreibung gelöst werden kann.“ Der Rat ergänzt seine sechs grundlegenden Anforderungen aus dem Jahr 2018 mit einer siebten, der Lernbarkeit:

„Geschlechtergerechte Texte sollen
- sachlich korrekt sein,
- verständlich und lesbar sein,
- vorlesbar sein (mit Blick auf die Altersentwicklung der Bevölkerung und die Tendenz in den Medien, Texte in vorlesbarer Form zur Verfügung zu stellen),
- Rechtssicherheit und Eindeutigkeit gewährleisten,
- übertragbar sein im Hinblick auf deutschsprachige Länder mit mehreren Amts- und Minderheitensprachen (Schweiz, Bozen-Südtirol, Ostbelgien; aber für regionale Amts- und Minderheitensprachen auch Österreich und Deutschland),
- für die Lesenden bzw. Hörenden die Möglichkeit zur Konzentration auf die wesentlichen Sachverhalte und Kerninformationen sicherstellen.
- Außerdem betont der Rat, dass geschlechtergerechte Schreibung nicht das Erlernen der geschriebenen deutschen Sprache erschweren darf (Lernbarkeit).“

 Grundsätzlich sei auf unterschiedliche Zielgruppen und Funktionen von Texten zu achten. Zur Umsetzung der Anforderungen hatte der Rat 2018 festgehalten:

„Die weit verbreitete Praxis, immer von Frauen und Männern in weiblicher und männlicher Form, im Plural oder in Passivkonstruktionen zu schreiben, wird der Erwartung geschlechtergerechter Schreibung derzeit am ehesten gerecht.“

 Die Gesellschaft für deutsche Sprache (GfdS), ein hauptsächlich von der deutschen Kultusministerkonferenz und der Kulturstaatsministerin finanzierter Sprachverein, sieht die geschlechtergerechte Sprache in ihren Leitlinien zu den Möglichkeiten des Genderings als wichtigen Aspekt zur Gleichbehandlung der Geschlechter (Gendering steht hier für Gendern). Ausdrücklich auf der Basis „einer zweigeschlechtlichen Gesellschaft“ empfiehlt die GfdS einige Formen der geschlechtergerechten Schreibung (Doppelnennung, Schrägstrichlösung und Ersatzformen), andere unterstützt sie aus grammatischen Gründen nicht; mehrgeschlechtliche Schreibungen mit Genderzeichen lehnt die GfdS ab. Zu den Grundlagen erklärt sie:

„Die Gleichberechtigung von Frauen und Männern ist in Artikel 3 Absatz 2 des Grundgesetzes verankert. Ein wichtiger Aspekt, um die Gleichbehandlung sicherzustellen, ist eine geschlechtergerechte Sprache. […] Eine Gleichbehandlung, um die es bei geschlechtergerechter Sprache geht, ist beim generischen Femininum so wenig gewährleistet wie beim generischen Maskulinum.“

Ihre Haltung zum geschlechtergerechten Formulieren fasste die GfdS im Mai 2021 zusammen: „‚Ja zum Gendern‘ – wenn es verständlich, lesbar und regelkonform ist. […] Zwar stehen wir dem Gendersternchen kritisch gegenüber, nicht aber dem Gendern an sich.“

#### Amtliche Regelungen
Die feministische Sprachkritik beschränkte sich nicht auf die Auseinandersetzung mit dem generischen Maskulinum. So stand etwa die Verwendung des Wortes Fräulein schon länger in der Kritik und wurde als diskriminierend abgelehnt. 1971 kündigte das deutsche Bundesministerium des Innern unter Hans-Dietrich Genscher (FDP) an, dass der Gebrauch des Wortes Fräulein in Bundesbehörden zu unterlassen sei; mit Erlass vom 16. Januar 1972 wurde die Bezeichnung Fräulein abgeschafft und die Anrede erwachsener weiblicher Personen mit „Frau“ festgeschrieben:
Nachdem 1980 die ersten sprachwissenschaftlichen Richtlinien zu einem geschlechtergerechten Sprachgebrauch erschienen waren (siehe unten), fanden 1984 einige der Forderungen Eingang in die Politik, als der hessische Ministerpräsident in seinem Runderlass Gleichbehandlung von Frauen und Männern in Vordrucken erklärte, dass maskuline Personenbezeichnungen nicht im generischen Sinne zu verwenden seien:

„Die Behörden und Dienststellen des Landes Hessen tragen bei der Erstellung bzw. Überarbeitung von Vordrucken dafür Sorge, daß der Grundsatz der Gleichbehandlung von Frauen und Männern beachtet wird. […]

Im Text selbst sollen die Bürgerinnen und Bürger – soweit möglich und zweckmäßig – persönlich angesprochen werden. Ist dies nicht möglich, so soll entweder eine neutrale Form verwendet werden (z. B. Lehrkraft) oder die weibliche und männliche Form aufgeführt werden (Lehrerinnen und Lehrer, Antragstellerin/Antragsteller). […]

Die männliche Form einer Bezeichnung kann nicht als Oberbegriff angesehen werden, der die weibliche und männliche Form einschließt.“

Im Jahre 1985 folgte der Senat der Freien Hansestadt Bremen mit einem Runderlass ähnlichen Wortlauts (Details). Bis zur Jahrtausendwende erließen die meisten deutschen Bundesländer entsprechende Richtlinien und (Gleichstellungs-)Gesetze, meist mit dem Wortlaut „sprachliche Gleichbehandlung von Frauen und Männern“ (siehe unten Verordnungen und Gesetze ab 1980).
Dahingehende Gesetze und amtliche Regelungen wurden auch in Österreich und in der Schweiz erlassen; dort wurden 2007 „geschlechtergerechte Formulierungen“ im Sprachengesetz rechtlich verankert (Art. 7 SpG, Details), und die schweizerische Bundeskanzlei kennzeichnete 2009 das generische Maskulinum als grundsätzlich «nicht geschlechtergerecht formuliert», auch nicht, wenn mit einer Generalklausel versehen. Im deutschsprachigen Raum folgten Stadtverwaltungen und viele Hochschulen mit eigenen Leitfäden zur geschlechtergerechten Sprache (siehe auch Liste von Behörden, die Genderzeichen nutzen).
Das Europäische Parlament erneuerte 2018 seine Leitlinien aus dem Jahr 2008 zum „geschlechterneutralen Sprachgebrauch“ (Details) und stellte in Bezug auf das Parlament als Rechtsetzungsorgan fest: „Unter Beachtung des Gebots der Eindeutigkeit sollte ein Sprachgebrauch, der sich nicht durch Geschlechterinklusion auszeichnet, insbesondere das generische Maskulinum, in Rechtsakten so weit wie möglich vermieden werden. Viele Gesetzgebungsorgane in den Mitgliedstaaten haben bereits diesbezügliche Empfehlungen erlassen.“

#### Duden
Im Jahre 1997 enthielt der Dudenband Zweifelsfälle der deutschen Sprache einen Text und verschiedene Hinweise zur Gleichstellung von Frauen und Männern in der Sprache. Zwei Jahre später erschien ein Artikel der Duden-Redaktion, in dem Doppelnennung und Kurzformen mit Schrägstrich sowie neutrale Ersatzformen empfohlen wurden. Die Verwendung des Binnen-I wurde nicht empfohlen, weil es weder den alten noch den neuen Rechtschreibregeln entspreche, aber es wurde angemerkt:

„[S]o hat insbesondere die seit den Achtzigerjahren immer häufiger werdende Verwendung des großen I (wie in LeserInnen) dazu geführt, dass die Problematik der sprachlichen Gleichstellung breit erkannt wurde – sei es auch nur deshalb, weil das große I als Provokation verstanden und abgelehnt wurde. Zeitungstexte, Lehrbücher, Predigten, Formulare, Reden im Bundestag und weitere Textsorten können heute nicht mehr erstellt werden, ohne dass die Frage der angemessenen sprachlichen Berücksichtigung von Frauen gestellt wird. Um diese Frage sprachlich und orthographisch korrekt beantworten zu können, hat die Dudenredaktion die folgenden Empfehlungen erarbeitet.“

Im Jahre 2004 nahm die 23. Auflage des Rechtschreibdudens über 5000 weibliche Tätigkeits-, Amts- und Berufsbezeichnungen auf, nachdem ihr Gebrauch seit den 1970ern in nennenswertem Umfang angewachsen war. Im Jahre 2016 enthielt der Dudenband Wörterbuch der sprachlichen Zweifelsfälle einen ausführlichen Eintrag geschlechtergerechter Sprachgebrauch; im Folgejahr erschien der Duden-Newsletter Geschlechtergerechter Sprachgebrauch: Schrägstrich, Asterisk und Unterstrich.
Im August 2020 enthält auch der Rechtschreibduden in seiner 28. Auflage einen eigenen Abschnitt Geschlechtergerechter Sprachgebrauch mit einer Übersicht zu den verbreiteten Mitteln gendergerechter Sprache, die online veröffentlicht wurde. Sie beginnt mit der Feststellung: „Bei Bezeichnungen wie die Antragsteller; alle Schüler; Kollegen ist sprachlich nicht eindeutig, ob nur auf Männer referiert wird oder ob auch andere Personen gemeint sind. Das Deutsche bietet eine Fülle an Möglichkeiten, geschlechtergerecht zu formulieren. Es gibt dafür allerdings keine Norm.“
Das aus dem Dudenverlag stammende Handbuch geschlechtergerechte Sprache erklärt geschlechtergerechte Sprache als Instrument der Gleichstellung:

„Gendern, also die Anwendung geschlechtergerechter Sprache im Sprachgebrauch, ist ein wichtiges Gleichstellungsinstrument. Auf diese Weise wird die Forderung zur Durchsetzung der Gleichberechtigung von Männern und Frauen, die ja im Grundgesetz formuliert ist, in der sprachlichen Kommunikation ernst genommen. Der entsprechende Absatz im Grundgesetz der Bundesrepublik Deutschland lautet im Original:
‚Männer und Frauen sind gleichberechtigt. Der Staat fördert die tatsächliche Durchsetzung der Gleichberechtigung von Frauen und Männern und wirkt auf die Beseitigung bestehender Nachteile hin.‘ (GG Artikel 3, Absatz 2)“

### Strategien des geschlechtergerechten Formulierens

#### Personenbezeichnungen
1997 kam eine Studie des Sprachwissenschaftlers Peter Braun zu dem Ergebnis, dass es in der deutschen Gegenwartssprache rund 15.000 Personenbezeichnungen gibt, die jede auf besondere Weise etwas über die „Seinsweisen des Menschen“ aussagen:
„15 000mal macht die deutsche Sprache gleichsam den Versuch, den Menschen zu benennen, zu charakterisieren, zu beurteilen; insgesamt bilden alle diese sprachlichen Versuche einen wesentlichen und wesenseigenen Sinnbezirk des deutschen Wortschatzes.“
Es gibt alleine mehr als 12.000 maskuline Tätigkeitsbezeichnungen, die mit der Endung -er von Verben abgeleitet sind (lehren → der Lehrer); in der Regel gibt es zu ihnen eine abgeleitete Femininform mit der Endung -in (die Lehrerin).
2021 ergänzte der Online-Duden zu seinen 12.000 Artikeln über Personen- und Berufsbezeichnungen jeweils einen voll ausgearbeiteten Artikel zur weiblichen Form: Der Maskulinform Lehrer wird nun die Bedeutung „männliche Person“ zugewiesen, und die Femininform Lehrerin bedeutet „weibliche Person“.
Zuvor war ein Lehrer „jemand, der […]“ und Lehrerin als „weibliche Form zu Lehrer“ nur ein Verweisartikel.
Die generische Verwendung der maskulinen Formen bestreitet der Duden nicht (Lehrer-Schüler-Verhältnis), sie sei aber „nicht Bestandteil der lexikografischen Kategorie Bedeutung“ (vergleiche Lexikalische Semantik).
Sprachliche Gleichbehandlung der Geschlechter bezieht sich vor allem auf Tätigkeits-, Amts- und Berufsbezeichnungen, betrifft aber auch andere Sprachelemente, wie das Handbuch geschlechtergerechte Sprache zusammenfasst:

„Mit Personenbezeichnungen meinen wir alle sprachlichen Mittel, die auf Menschen referieren können.
Dies sind alle Arten von Eigennamen, Titeln und Anreden (Hans Müller, Professorin Meier, Frau Ministerin), beschreibende Nominalphrasen (die Abteilungsleiterin, ein Postbote), Pronomina (er, sie, alle, man, wer) sowie weitere Ausdrucksmittel, z. B. Präpositionalphrasen wie bei uns, unter Freundinnen, aber auch Kollektivbezeichnungen wie z. B. Team oder Professorenschaft.“

Um die Verwendung von maskulinen Formen in generischer Absicht zu vermeiden und alle biologischen und sozialen Geschlechter (Gender) sprachlich gleich zu behandeln, werden verschiedene Möglichkeiten kombiniert:
1. Sichtbarmachung der Geschlechter
  - zweigeschlechtlich: Lehrerinnen und Lehrer, Lehrer/-innen, LehrerInnen (seit ca. 1980)
  - mehrgeschlechtlich: Lehrer*innen, Lehrer:innen, Lehrer_innen (seit 2003 bzw. 2009)
2. Neutralisierung von Geschlechtsbezug
  - Bezeichnungen: Lehrpersonen, Lehrende, Lehrkräfte
  - Umformulierung: lehrend tätig sein; alle, die unterrichten; Es ist zu beachten; Ihre Unterschrift:

Daneben gibt es einige alternative Vorschläge wie die neutrale X-Endung (einx gutx Lehrx) oder das generische Femininum (alle Lehrerinnen).

#### Regeln
Neben dem Rechtschreibduden erklärt auch das Handbuch geschlechtergerechte Sprache des Dudenverlags ausdrücklich, dass es keine verbindlichen eigenen Sprachnormen oder feststehenden Sprachregelungen gebe:

„Für die Anwendung geschlechtergerechter Sprache gibt es keine Norm, die vergleichbar wäre mit anderen Normen in sprachlichen Bereichen wie zum Beispiel der Rechtschreibung. […] ‚Gendern‘ kann daher nicht bedeuten ‚nach vorgegebenen Regeln gendern‘, sondern situationsangemessen, sachangemessen, d. h. inhaltlich korrekt, verständlich und ansprechend den Grundsatz der geschlechtergerechten Sprache in der eigenen Sprachproduktion umsetzen. […] denn im Grunde besteht ein Großteil der Spracharbeit für geschlechtergerechte Sprache in der Bemühung, die alte Gewohnheit der Verwendung der Maskulinformen für ‚alle‘ zu überwinden, indem sinnvollere Formen gewählt werden.“

##### Gender-Fußnote, Generalklausel
Es gibt eine Art der Regelung, die in der Genderlinguistik sowie von vielen Sprachleitfäden und Richtlinien abgelehnt wird: die Vorbemerkung in einem Text, dass alle anfolgenden Maskulinformen „generisch“ zu verstehen seien.
Eine derartige Erklärung empfiehlt beispielsweise die Zeitschrift Focus in ihren Richtlinien für wissenschaftliches Arbeiten 2019 in der folgenden Form:
„Aus Gründen der besseren Lesbarkeit wird in dieser Bachelorarbeit die Sprachform des generischen Maskulinums angewandt. Es wird an dieser Stelle darauf hingewiesen, dass die ausschließliche Verwendung der männlichen Form geschlechtsunabhängig verstanden werden soll.“
Ein solcher Hinweis wird Gender-Fußnote, Generalklausel oder Legaldefinition genannt.
Das Handbuch geschlechtergerechte Sprache lehnt diese Vorgehensweise ab:

„Wir halten sie für nicht sinnvoll.
Angesichts der inzwischen vorliegenden psycholinguistischen und kognitionspsychologischen Erkenntnisse ist es klar, dass diese Form keineswegs eine ‚erleichterte Lektüre‘ erzeugt.
Im Gegenteil: Für Frauen (also immerhin statistisch gesehen die Hälfte aller Personen, die den Text lesen) bedeutet diese Praxis ebenso wie die unkommentierte Verwendung des ‚generischen Maskulinums‘ eine erschwerte Lektüre, weil nicht aus den sprachlichen Formen selbst zu erkennen ist, wann sie ‚mitgemeint‘ sind und wann nicht.
Diese Fußnote trägt nichts zur Verbesserung der Gendergerechtigkeit des Textes bei und hat rein rechtfertigende Funktion: Sie ist ein Versuch, die Regeln gendergerechter Sprache einerseits zwar anzuerkennen, andererseits aber ihre Anwendung zu vermeiden, ohne dafür gescholten zu werden.“

Die Online-Plattform Genderleicht.de des Journalistinnenbunds vermerkt zu entsprechenden Fußnoten:
„im Text selbst wird keine gendergerechte Sprache benutzt und dadurch auch nicht sichtbar“.
2009 hielt die schweizerische Bundeskanzlei fest:
„Nicht geschlechtergerecht sind also: Texte mit Generalklauseln – meistens in einer Fussnote am Anfang –, die festhalten, dass im Folgenden zwar nur die männliche Form benutzt wird, aber beide Geschlechter gemeint sind.“
Im selben Jahr merkte die Sprachwissenschaftlerin Friederike Braun in einem Gutachten für die Stadt Kiel an, dass derartige Hinweise inakzeptabel seien und nur verdeutlichten, „dass das Gebot der sprachlichen Gleichstellung bekannt ist, dass die Schreibenden aber schlicht nicht gewillt sind, die betreffenden Regelungen auch umzusetzen.“
2004 zeigten die Psychologinnen Jutta Rothmund und Birgit Scheele in einer Vergleichsstudie, dass eine „Frauen-sind-mitgemeint“-Fußnote keinen signifikanten Effekt hat, tendenziell die mentale Überrepresentation von Männern sogar noch erhöht.
2002 verfügte das österreichische Bildungsministerium, dass aus Gründen der sprachlichen Gleichbehandlung von Frauen und Männern „Generalklauseln“ in der Rechts- und Amtssprache zu unterlassen seien; ähnliche Erlasse gab es 2008 vom Innenministerium Bayerns und 2009 vom Sozialministerium Baden-Württembergs.
Das NRW-Justizministerium ließ 2008 „Gleichstellungsklauseln“ im Einzelfall zu.

#### Sichtbarmachung
Sprachliche Sichtbarkeit bedeutet das „explizite Gemeint-Sein“ bei der Referenz auf Personen.
Im Sinne der sprachlichen Gleichbehandlung von Frauen und Männern hat sich zunächst die Beidnennung der Personenbezeichnungen für beide Geschlechter entwickelt, später dann abgekürzte Paarformen mit Schrägstrich oder Binnen-I.
Nach der Jahrtausendwende entwickelten sich Schreibweisen für Mehrgeschlechtlichkeit mit zusätzlichen typografischen „Genderzeichen“.
Zur besonderen Sichtbarmachung von Frauen hat die Sprachwissenschaftlerin Luise F. Pusch die generische Femininform für alle Geschlechter vorgeschlagen: alle Lehrerinnen, spiegelbildlich zum Gebrauch der generischen Maskulinform.

##### Beidnennung
Die Duden-Grammatik erklärt ab 1998:
„Besonders bei Berufsbezeichnungen […] wird die Verwendung des generischen Maskulinums immer mehr abgelehnt. […] mit Doppelnennungen der maskulinen und femininen Form bezieht man sich auf männliche und weibliche Personen.“
Ein früher Gebrauch von Doppelnennungen findet sich im Jahr 1478 in einer Nürnberger Polizeiverordnung, die verfügte, „dass kein Bürger oder Bürgerin, Gast oder Gästin in dieser Stadt Nürnberg […] betteln soll“.
Im Jahr 1650 vermerkte Samuel Gerlach, Lehrer und Herausgeber der deutschen Dichterin Sibylla Schwarz, „dass das Werk den Meister oder die Meisterin am besten lobe“.
Zur Eindeutigkeit der Maskulinform bei Doppelnennungen vermerkte Gerhard Stickel, 1988 Leiter des Instituts für Deutsche Sprache:
„Im unmittelbaren Kontext eines geschlechtsspezifisch markierten Femininums hat das entsprechende Maskulinum eindeutig das Bedeutungsmerkmal ‚männlich‘.“
In einer Doppelnennung mit beispielsweise Ministerin könne der Bedeutungsinhalt des Wortes Minister nur als [+männlich] verstanden werden.
Im Falle von Lehrerinnen und Lehrer sind mit der ersten Bezeichnung ausschließlich weibliche Personen gemeint und mit der zweiten ausschließlich männliche.
In Beidnennungen von „paarig vorliegenden Personenbezeichnungen“ dient die Maskulinform laut dem Handbuch geschlechtergerechte Sprache als „die männliche Sprachform (inhaltlich männlich, grammatisch Maskulinum: Bürger)“.

##### Komposita
In Bezug auf zusammengesetzte Wörter (Komposita), die mit einer Maskulinform beginnen, wird für diese im Allgemeinen kein Gendern empfohlen.
So schreibt die Gesellschaft für deutsche Sprache:

„Vorsicht bei Komposita, deren erster Bestandteil eine Personenbezeichnung ist: Arztbesuch, Besucheransturm, Touristenfalle, Bürgersteig.
Ist das Zweitglied keine Personen-, sondern eine Sachbezeichnung, sollte das Erstglied nicht gegendert werden (nicht: Ärztinnenbesuch, Besucher/-innenansturm, Touristinnen-und-Touristen-Falle, Bürger(innen)steig).
Ist das Zweitglied eine Personenbezeichnung, ist abzuwägen, ob Gendern hier sinnvoll ist: Lehrersohn vs. Lehrerinsohn/Lehrerinnensohn – in solchen Fällen empfiehlt sich zur Spezifizierung eine Umschreibung mit Genitivattribut: Sohn einer Lehrerin/Sohn eines Lehrers.“

Das Handbuch geschlechtergerechte Sprache nennt dazu einige auch in Wörterbüchern erfasste Fachbezeichnungen:
„Lehrerzimmer, Maurerkelle, Fleischermesser. Es spricht natürlich nichts dagegen, solche Benennungen zu vermeiden und andere ansprechende Lösungen zu finden“.
Für gängige Wörter wie Anfängerkurs, Benutzerordnung, Bürgersteig, Rednerliste werden einfache Alternativen empfohlen: Einstiegskurs, Nutzungsordnung, Gehweg, Redeliste.
Der Online-Duden veröffentlicht 2020 zu Komposita mit Personenbezeichnungen einen eigenen Sprachwissen-Beitrag.
Die schweizerische Bundeskanzlei vermerkt seit 2009 für Ausdrücke, die selbst keine Personenbezeichnungen sind wie Leserschaft, Patientenzimmer, staatsbürgerlich: „weil Paarformen in einem zusammengesetzten Wort schwerfällig wirken können, werden solche Ausdrücke in der Bundesverwaltung in aller Regel nicht verändert.“

###### Vollständige Paarform

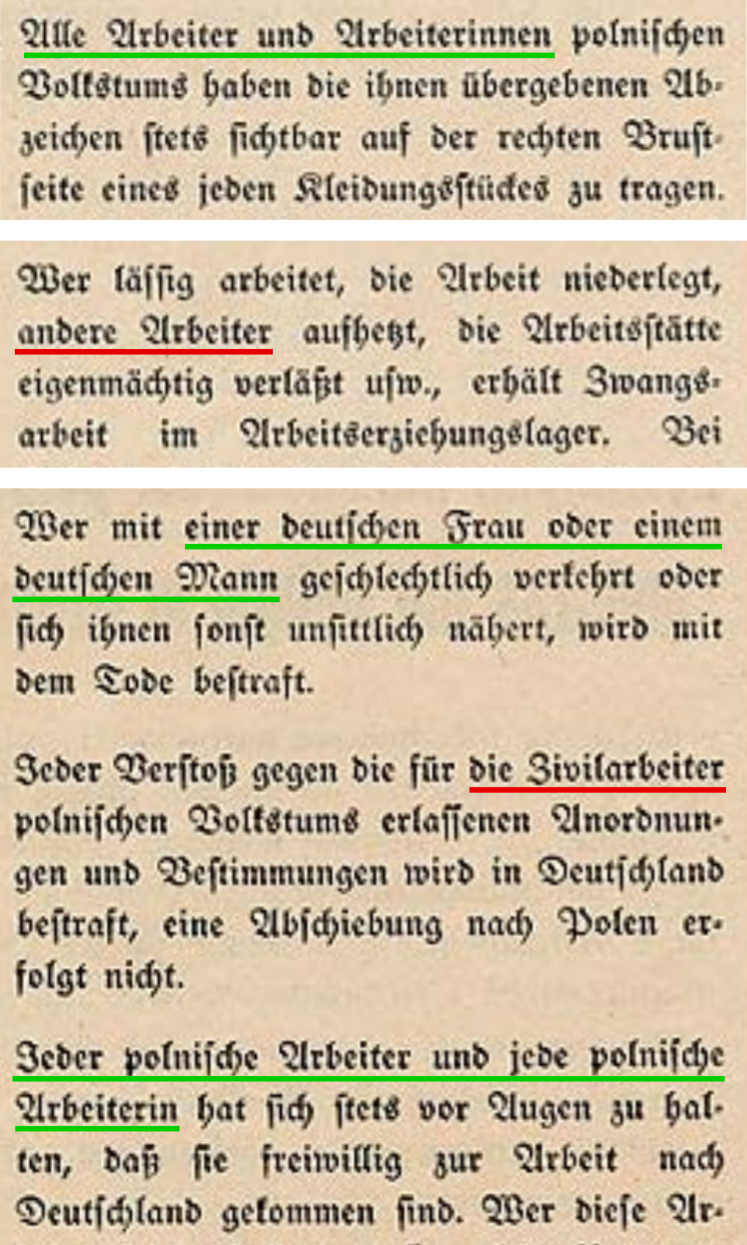
Mischung aus vollständiger Paarform (grün) und generischem Maskulinum (rot) in den sogenannten Polen-Erlassen der NS-Zeit

Die bekannteste und eindeutigste Form der sprachlichen Gleichbehandlung von Frauen und Männern ist die althergebrachte Begrüßungsformel:
„Sehr geehrte Damen und Herren“, kurz „Meine Damen und Herren“.
Dabei wird sowohl die feminine als auch die maskuline Bezeichnung genannt und Personen beider Geschlechter angesprochen, also sprachlich sichtbar gemacht; die Erstnennung von Frauen gilt als unverbindliche Höflichkeit.
Eine vollständige Beidnennung (Doppelnennung) erfolgt immer mit einem der drei Bindewörter „und“, „oder“ oder – falls auf etwas Vorstehendes bezogen – mit „beziehungsweise“:
- alle Lehrerinnen und Lehrer
- die Lehrer oder Lehrerinnen
- eine Lehrerin beziehungsweise ein Lehrer

Beidnennung ist nur möglich für Personenbezeichnungen, die in paariger Form vorliegen: eine grammatisch maskuline Bezeichnung für Männer und eine feminine für Frauen.
So gibt es mehr als zehntausend zweigeschlechtliche Wortpaare, bei denen die feminine Form mithilfe der Endung -in gebildet wird, meist abgeleitet aus der maskulinen Wortform (Chef → Chefin; Täter → Täterin) oder direkt an den Wortstamm gehängt (Bote → Botin).
Zu maskulinen Berufsbezeichnungen auf -eur werden im Deutschen feminine Formen mit -eurin gebildet (Regisseur → Regisseurin'; Ausnahmen: Diseuse, Souffleuse; siehe Ableitung weiblicher Formen von männlichen Bezeichnungen).
Zu den meisten Zusammensetzungen mit -mann wird die feminine Entsprechung mit -frau gebildet und umgekehrt (Kaufmann → Kauffrau; Hausfrau → Hausmann); der Plural zu beiden Formen wird mit -leute gebildet (Feuerwehrleute).
In zweigeschlechtlicher Form liegen auch fast alle Verwandtschaftsbezeichnungen vor (Cousin und Cousine, Onkel und Tante, Enkel und Enkelin).
Bereits im Jahr 1574 vermerkte eine der ersten Grammatiken des Deutschen, dass Ableitungen von maskulinen „Nomina der Männer, männlichen Ämtern, Zunamen und ähnlichen“ nur gebildet werden, wenn es nicht bereits eigenständige feminine Bezeichnungen gibt (selten: Mann → Männin für eine Frau, aber ehemals gebräuchlich: Amtsmännin, Landsmännin).
Zur Verbindung (Konjunktion) zwischen der männlichen und der weiblichen Personenbezeichnung merkt der Leitfaden der schweizerischen Bundeskanzlei 2009 an:
„Die Konjunktion und fasst verschiedene Elemente zusammen. Sie darf deshalb in Paarformen – ob in der Einzahl oder in der Mehrzahl – nur dann verwendet werden, wenn mindestens zwei Personen und mindestens eine jeden Geschlechts gemeint ist […] Die Konjunktion oder vereinzelt oder stellt eine Alternative dar. […] Die Konjunktion beziehungsweise soll nur dann verwendet werden, wenn je eine separate Aussage zu jeder von zwei mit und oder oder verbundenen Personen oder Sachen gemacht wird“.
Diewald und Steinhauer zeigen Lösungsmöglichkeiten bei einem prädikativen Gebrauch:
Soll beispielsweise „eine Frau innerhalb einer gemischten Menge Personen herausgehoben werden […] ist es dann gelegentlich notwendig, Beidnennung oder andere Formulierungen zu wählen […] Gudrun Weber ist die erste unter den Ärzten und Ärztinnen, die diese Operation gewagt hat. Maria Schneider ist das bekannteste Mitglied des Bundestages.“
Mehrere empirische Studien (1993 bis 2010) ermittelten, dass Versuchspersonen Schreibweisen mit Doppelnennung eher mit weiblichen Personen assoziieren (mentale Repräsentation) als bei der Verwendung generischer Maskulinformen (Lehrer).
2018 hielt der Rat für deutsche Rechtschreibung die „weit verbreitete Praxis, immer von Frauen und Männern in weiblicher und männlicher Form […] zu schreiben“, für geschlechtergerecht.
Auch die Gesellschaft für deutsche Sprache empfiehlt 2020 die „Paarformel/Doppelnennung“ genannte Schreibweise:
„Diese Form ist immer möglich und insbesondere dort zu empfehlen, wo es darum geht, beide Geschlechter sichtbar zu machen, besonders aber in mündlich vorgetragenen Texten. Die Doppelnennung hat zudem den Vorteil, dass grammatische Besonderheiten im Satzkontext sowie lexematische Besonderheiten wie Umlaute berücksichtigt werden.“
 Probleme der vollständigen Beidnennung
Die vollständige Paarform beansprucht mehr als doppelt soviel Platz wie generische Maskulinformen, was hinderlich sein kann, wenn sich nur wenig Raum für Text oder Zeit zum Vortragen bietet; typische Problemfälle sind Tabellen oder kurze Nachrichtentexte.
Auch kann es störend wirken, in kurzen Abständen immer wieder zwei Bezeichnungen statt einer zu lesen oder vorzutragen.
Zusätzlich müssen für Wortgruppen mit Artikel, Pronomen und Adjektiven auch diese gegebenenfalls verdoppelt und angepasst werden, außerdem ist das passende Verbindungswort zu wählen: Gehört diese Tasche einer anwesenden Lehrerin oder einem anwesenden Lehrer?
Für die Beidnennung „Lehrer und Lehrerin“ listet das Genderwörterbuch Genderator.app des Internetlinguisten Torsten Siever fünf Ausweichmöglichkeiten: Lehrende; Lehrkraft; Lehrperson; Lehrkörper; Lehrerschaft.
 Fehlende „dritte Option“
Beid- oder Doppelnennungen (Paarformen) sind grundsätzlich zweigeschlechtlich (binär) und enthalten keine „dritte Option“ für diversgeschlechtliche Menschen, deren Rechtsanspruch auf Benennung 2018 in Deutschland und 2019 in Österreich eingeführt wurde.
Die deutsche Sprache bietet für ein drittes Geschlecht weder passende Bezeichnungsformen noch adäquate Pronomen, Anrede- oder Flexionsformen, vermerkt die Gesellschaft für deutsche Sprache:
„Neue Mittel sind nötig.“
Das dritte grammatische Geschlecht Neutrum („sächlich“) sei für nichtbinäre Personen ungeeignet und unerwünscht (unstimmig: das Studierende, ein Studierendes).
Als ungelöstes Problem sehen sowohl der Rechtschreibrat als auch die Duden-Redaktion und die GfdS diese Beschränkungen. Gabriele Diewald und Anja Steinhauer fassen im Handbuch geschlechtergerechte Sprache 2020 zusammen:
„Es bleibt festzuhalten: Die Entscheidung zur ‚dritten Option‘ hat die Benennungslücken und damit die Kategorisierungslücken jenseits der prototypischen Zweigeschlechtlichkeit offengelegt und sie hat den fundamentalen Beitrag der Sprache zum Denken erneut unterstrichen.“
Außerhalb der amtlichen Rechtschreibung haben sich ab der Jahrtausendwende mehrgeschlechtliche Schreibweisen entwickelt, um die Möglichkeiten in Bezug auf intergeschlechtliche und nichtbinäre Personen zu erweitern und sie ausdrücklich in die sprachliche Gleichbehandlung einzubeziehen (siehe unten).

###### Abgekürzte Paarform
- Schrägstrich: Lehrerinnen/Lehrer, Lehrer/-innen, Lehrer/innen
- Binnen-I: LehrerInnen
- Klammern: Lehrer(innen)
- Problemfälle, Aussprache

In Formularen oder Texten mit vielen Wiederholungen können Beidnennungen verkürzt werden, dabei wird ein Wortteil eingespart, auch „Sparschreibung“ genannt.
Kurzformen dienen der Übersichtlichkeit und können helfen, sprachökonomisch zu kommunizieren, vor allem bei Tätigkeits- und Berufsbezeichnungen.
Mit Kurzformen kann auch auf beschränktem Platz geschlechtergerecht formuliert werden, insbesondere in knappen Texten, die nur unvollständige Sätze enthalten (etwa Tabellen, interne Mitteilungen, Aktennotizen).
Neben Schrägstrich werden auch Klammern und das Binnen-I zur Kürzung verwendet, mit jeweiligen Eignungen und Einschränkungen.
Die Duden-Grammatik von 2016 listet mehrere Möglichkeiten zur Abkürzung:

„Da Paarformen – abgesehen vom angestrebten deutlichen Bezug auf weibliche und männliche Personen – viel Redundanz aufweisen, werden sie in geschriebener Sprache oft (in gesprochener zumindest gelegentlich) verkürzt […].
Von den nachstehend aufgeführten Varianten gelten nicht alle als empfehlenswert […]:
(a) Absolventen und Absolventinnen
(b) Absolventen/Absolventinnen
(c) Absolventen/-innen
(d) Absolvent/-innen
(e) Absolvent/innen
'(f)' AbsolventInnen“

###### Schrägstrich-Schreibweisen
- Lehrerinnen/Lehrer
- Lehrer/-in
- Lehrer/innen

Die Rechtschreibregel § 106 erklärt:
„Mit dem Schrägstrich kennzeichnet man, dass Wörter (Namen, Abkürzungen), Zahlen oder dergleichen zusammengehören.“
Schreibweisen mit Schrägstrich dienen grundsätzlich der vollständigen Angabe mehrerer gleichberechtigter Möglichkeiten (Frau/Herr, Arzt/Ärztin).
Eine psycholinguistische Studie (2000) ermittelte, dass Kurzformen mit Schrägstrich eher eine Gleichverteilung weiblicher und männlicher Referenten bewirken als generische Maskulinformen (Lehrer) oder Binnen-I (LehrerInnen).
- Lehrer/Lehrerinnen
- eine Lehrerin/ein Lehrer
- alle Kollegen/Kolleginnen

Zunächst wird die Beidnennung der geschlechtlichen Formen nur etwas verkürzt und das Verbindungswort durch den Schrägstrich ersetzt.
Wenn aber innerhalb einer Wortgruppe bei Artikeln oder Adjektiven unterschiedliche Endungen vorkommen, sollten alle Formen einzeln ausgeschrieben und mit Schrägstrich verbunden werden (Wir suchen eine erfahrene Webdesignerin/einen erfahrenen Webdesigner).
- Lehrer/-innen
- der/die Lehrer/-in
- ein/-e Student/-in

Zur Abkürzung einer Beidnennung erlaubt die Rechtschreibregel § 106 nur den Schrägstrich mit Ergänzungsstrich.
Die Gesellschaft für deutsche Sprache empfiehlt 2020 diese Kurzform: „Grundsätzlich ist die Schrägstrichschreibung eine gute Möglichkeit, sprachökonomisch zu formulieren und allzu viele Wiederholungen zu vermeiden. Da beide Geschlechter explizit angesprochen werden, eignet sie sich zur sprachlichen Gleichbehandlung.“
Mehrfache Schrägstriche entsprechen zwar der amtlichen Rechtschreibung, werden aber von der GfdS nicht empfohlen: Kolleg-/-inn-/-en.
Diewald und Steinhauer nennen mehrfache Bindestriche „unüblich“.
Viele solcher Beidnennungen lassen sich im Plural neutralisieren mit dem substantivierten Partizip Präsens: Lehrende, Studierende (siehe unten).
- Lehrer/innen
- ein/e Lehrer/in
- den Student/innen

Die verkürzte Schreibweise mit Schrägstrich ohne den Ergänzungsstrich war zunächst in der Schweiz verbreitet; die Bundeskanzlei empfahl 2009 in ihrem Leitfaden zum geschlechtergerechten Formulieren im Deutschen den Schrägstrich mit oder ohne Ergänzungsstrich, vermerkte aber:
„In verknappten Textpassagen, namentlich in Tabellen, können Kurzformen verwendet werden. Dabei wird die Kurzform mit Schrägstrich, aber ohne Auslassungsstrich verwendet (Bürger/innen).“
Dies gilt für „Kurzformen in amtlichen Publikationen des Bundes (Erlasse, Botschaften, Berichte usw.)“.
Diese Schreibweise verbreitete sich im deutschsprachigen Raum, einige Behörden nutzen diese Schreibweise in Textsorten wie Listen oder Formularen (siehe Hochschul-Leitfäden).
Das österreichische Bundesministerium für Bildung, Wissenschaft und Forschung (BMBWF) empfiehlt 2018 in seinem Leitfaden Geschlechtergerechte Sprache in Bezug auf verkürzte Paarformen das Zusammenziehen ohne Ergänzungsstrich: ein/e Student/in, der/die Dirigent/in.
Bedingung:
„Ein grammatikalisch korrektes Wort muss entstehen. […] Schreibweisen wie ‚Kandidat(in)‘ oder ‚Kandidat/-in‘ sollten vermieden werden, da sie suggerieren, die weibliche Form wäre weniger bedeutend als die männliche.“
Die Duden-Redaktion merkt im August 2020 an:
„Dabei ist zwar der Bindestrich den amtlichen Rechtschreibregeln zufolge nach wie vor vorgeschrieben, allerdings wurde und wird aus typografischen Gründen häufig auf ihn verzichtet: Mitarbeiter/innen, Lektor/in. […] Zu beobachten ist auch, dass sich der Sprachgebrauch in letzter Zeit von starren Regeln loslöst. Aus praktischen Gründen werden Doppelformen häufig wie ein Gesamtwort behandelt und entsprechend unkompliziert flektiert: den Mitarbeiter/innen, den Kolleg/innen.“
Auch die GfdS verweist darauf, dass es nicht den Rechtschreibregeln entspricht, den Bindestrich aus typografischen Gründen wegzulassen.
Siehe unten: Problemfälle und Aussprache von Kurzformen

###### Binnen-I
- LehrerInnen
- ein/e LehrerIn
- einE LehrerIn

Im Jahr 1981 erfand der Journalist Christoph Busch mit dem Binnen-I eine neue Schreibweise für Kurzformen, die von ihm später beschrieben wurde als „Geschlechtsreifung des ‚i‘ [durch] Auswachsen zum ‚I‘ infolge häufigen Kontakts zum langen Schrägstrich“.
In seinem Buch über Freie Radios zog er die gebräuchliche Form Hörer/Hörerinnen oder Hörer/-innen zusammen zu HörerInnen.
Die feministische Sprachwissenschaftlerin Luise F. Pusch – Mitautorin der ersten geschlechtergerechten Richtlinien ein Jahr zuvor – griff den Vorschlag bald auf und erklärte das Binnen-I zur angemessenen Form, Frauen schriftbildlich sichtbar zu machen und diskriminierungsfrei zu formulieren.
Die Zielsetzung sei, zur Vermeidung von generischen Maskulinformen (Lehrer) nicht immer die Beidnennung (Lehrer und Lehrerinnen) ausschreiben zu müssen.
Zur Einsparung wird die weibliche Endung -in an die männliche Personenbezeichnung gehängt, und das i wird nun im Wortinneren großgeschrieben, um deutlich zu machen, dass nicht nur die weibliche Bezeichnungsform gemeint ist (sonst wäre es ein generisches Femininum: Lehrerinnen).
Eine psycholinguistische Studie (1993) ermittelte, dass Schreibweisen mit Binnen-I bei Versuchspersonen eher zu einer Nennung weiblicher Referenten führen als bei generischen Maskulinformen (Lehrer).
2001 kam eine Studie zu gleichen Ergebnissen (auch bei Beidnennung).
Seit 1983 verwendet die schweizerische Wochenzeitung WOZ das Binnen-I, die Berliner Tageszeitung taz übernahm die Schreibweise in der Folge.
Ab 1999 zeigten einige Studien jedoch, dass die Verwendung des Binnen-I bei Versuchspersonen zu einer übermäßigen Nennung oder Repräsentation weiblicher Referenten führen kann.
Die Psychologin Lisa Irmen vermutete 2003, das Binnen-I werde von Lesenden eher wie ein Femininum (weibliche Form) verarbeitet; insofern bilde es keine wirklich geschlechtsneutrale Alternative.
Die amtlichen Rechtschreibregeln enthalten keine Aussagen zu Großbuchstaben im Wortinneren (Binnenmajuskeln). 2014 teilte der Rat für deutsche Rechtschreibung (Regulierungskörper der deutschsprachigen Rechtschreibung) mit, „dass die Binnengroßschreibung nicht Gegenstand des amtlichen Regelwerks ist; sie wird unter den Verwendungsweisen, die gegenwärtig der Großschreibung zugewiesen werden, nicht erwähnt“.
Das Binnen-I sei im Hinblick auf die Normschreibung weder richtig noch falsch, weil es einen „graphostilistischen Charakter“ habe und in den Bereich der Textgestaltung gehöre.
Die Duden-Redaktion erwähnt 2020 den Sprachgebrauch des Binnen-I mit dem Vermerk:
„vom amtlichen Regelwerk nicht abgedeckt“.
Das Handbuch geschlechtergerechte Sprache von Gabriele Diewald und Anja Steinhauer sieht Vorteile der Schreibweise „in einigen eher knapp gehaltenen Textsorten wie Tabellen, Listen, Protokollen usw.“
Es sei „eine Frage des Geschmacks […,] wenn Sie nicht an das amtliche Regelwerk gebunden sind und eigene Texte frei gestalten können.“
Ablehnung des Binnen-I
Die Gesellschaft für deutsche Sprache „empfiehlt die Schreibung mit Binnenmajuskel nicht: Zwar wird sie von der offiziellen Rechtschreibung nicht explizit abgelehnt, da sie kein Bestandteil des amtlichen Regelwerks ist, allerdings entspricht sie eben auch nicht den geltenden Rechtschreibregeln.“
Als fehlerhaft wird vor allem angesehen, wenn sich nicht zwei lesbare Bezeichnungen ergeben, beispielsweise bei „KollegIn“ (Kollege fehlt) oder „den SchülerInnen“ (Schülern fehlt) oder bei Umlautungen wie „ÄrztIn“ (Arzt fehlt).
Bei Wortgruppen wie „einE guteR SchülerIn“ entstehen fehlerhafte grammatische Bezüge der einzelnen Formen aufeinander (siehe Kritik am Binnen-I).
Die schweizerische Bundeskanzlei hielt 2009 in ihrem Leitfaden zum geschlechtergerechten Formulieren im Deutschen als verbindlich für amtliche Texte des Bundes fest:
„Das Binnen-I ist nicht zugelassen.“
Siehe oben: Fehlende „3. Option“.
Siehe unten: Problemfälle und Aussprache von Kurzformen

###### Klammern
- Lehrer(innen)
- Lehrer(in)
- Kolleg(inn)en

Die Rechtschreibregel § 86 erklärt:
„Mit Klammern schließt man Zusätze oder Nachträge ein.“
Als Kurzform einer Beidnennung wird die feminine Endung in Klammern an die maskuline Bezeichnung angehängt; durch diese Kennzeichnung als Sparschreibung kann das Wort mit oder ohne den eingeklammerten Teil gelesen werden.
Die Klammern können auch einen Einschub innerhalb des Wortes kennzeichnen.
Für Klammer-Schreibweisen gelten die gleichen Einschränkungen wie für alle Kurzformen, so muss grundsätzlich mit und ohne Klammern ein lesbares Wort entstehen (siehe oben).
Neben dem Schrägstrich mit Ergänzungsstrich sind Klammern die einzige von den Regeln abgedeckte Kurzform für paarige Personenbezeichnungen.
Ablehnung der Klammerschreibung
Diese Schreibweise wird aus mehreren Gründen kritisiert: Weil die eingeklammerte weibliche Endung weggelassen werden kann, wirkt die verbleibende Maskulinform wichtiger und vorrangig.
Außerdem steht die Bezeichnung für Männer an erster Stelle.
Beides widerspricht der sprachlichen Gleichbehandlung.
Die Duden-Redaktion merkt 2020 an:
„Die Einklammerung der femininen Endung ist heute nicht mehr oft zu finden. Sie wird häufig abgelehnt, weil durch sie der Eindruck entstehen kann, die feminine Form sei zweitrangig.“
Ähnlich sieht es die Gesellschaft für deutsche Sprache:
„Daher ist die Verwendung nur bedingt zu empfehlen.“
Die Schweizer Bundeskanzlei lehnte diese Schreibweise bereits 2009 ab:
„Keine adäquate Lösung ist die Einklammerung der weiblichen Endung: Gesuchsteller(in). In Klammern steht üblicherweise, was für das unmittelbare Verständnis nicht notwendig ist und deshalb überlesen werden kann.“

###### Problemfälle bei Kurzformen
Abkürzungen paariger Personenbezeichnungen ergeben nur Sinn, solange sich mit und ohne Abkürzung zwei korrekte Wörter lesen lassen; in Wortgruppen müssen die grammatischen Bezüge stimmen.
Das gilt auch für Schreibweisen mit Genderzeichen.
Es gibt Wortpaare, die sich nicht für Kurzformen eignen; darauf weist beispielsweise die GfdS am Beispiel der Schrägstrich-Schreibung hin:

„Wichtig ist, dass bei Weglassen des Schrägstrichs ein grammatisch korrektes und lesbares Wort entsteht. […]
- Die Schreibung mit Ergänzungsbindestrich ist bei abweichenden Endungen und Umlautungen nicht möglich – nicht: Kollegen/-innen, Kolleg/-in, Ärzte/-innen, Arzt/-in, Ärzt/-in.

In solchen Fällen ist nur die Doppelschreibung, die Schrägstrichschreibung mit Vollformen oder eine Ersatzform möglich und korrekt. […]
- Bei Kürzungen kann es zu fehlender Übereinstimmung kommen – nicht: jede/-r Lehrer/-in.
- Mehrere Schrägstriche in einem Wort sollten vermieden werden – besser nicht: Kolleg-/-inn-/-en“

Am Beispiel des Binnen-I verdeutlicht die GfdS ein weiteres Problem bei Kurzformen:
„Problematisch stellt sich zudem dar, dass bei Weglassen der Endung oft grammatisch fehlerhafte Formen entstehen (nicht: ÄrztInnen, den SchülerInnen)“.
Die Flexion (Beugung) einer Kurzform kann bewirken, dass die männliche Form nicht grammatisch übereinstimmend ist, beispielsweise fehlt beim Dativ Plural „den Lehrer/-innen“ die Form Lehrern, ebenso bei allen Lehrer*innen.
Diewald und Steinhauer merken aber an, dass „sich in den letzten Jahren ein interessanter Wandel im Gebrauch der verkürzten Formen beobachten [lässt], der bereits vor der Verwendung des Gendersterns begann: Aus pragmatischen Gründen wird die Doppelform in der Sparschreibung wie ein Gesamtwort (ähnlich einem Pluralwort) behandelt, das entsprechend unkompliziert flektiert wird. Diese Variante, die nicht den amtlichen Regeln entspricht, kommt ohne Bindestrich und gegebenenfalls auch ohne eigentlich nötige Endung aus.“
Henning Lobin, Direktor des Leibniz-Instituts für Deutsche Sprache, weist 2021 auf ein grundsätzliches praktisches Problem von Kurzformen hin, vor allem bei der Verwendung von Genderzeichen: Wie soll die Worttrennung (österreichisch: Abteilen) für solche Formen aussehen?
Bezüglich bewusster Trennung von Kurzformen mit Genderzeichen empfiehlt die Plattform Genderleicht.de: „Wir raten Ihnen: Vermeiden Sie die Silbentrennung! […] Bei zusammengesetzten Wörtern funktioniert es besser: Tanz-partner*innen“.
Einige Webbrowser führen eigene Zeilenumbrüche durch, normalerweise nach einem Binde- oder Ergänzungsstrich, aber auch nach Sternchen oder Doppelpunkten:
| Schrägstrich mit Bindestrich                       | Einfacher Schrägstrich                           | Gendersternchen                                  | Gender-Doppelpunkt                               | Gender-Gap                                       |
| -------------------------------------------------- | ------------------------------------------------ | ------------------------------------------------ | ------------------------------------------------ | ------------------------------------------------ |
| Eingeladen sind Lehrer/- innen und Schüler/-innen. | Eingeladen sind Lehrer/ innen und Schüler/innen. | Eingeladen sind Lehrer* innen und Schüler*innen. | Eingeladen sind Lehrer: innen und Schüler:innen. | Eingeladen sind Lehrer_ innen und Schüler_innen. |

Ein weiteres Problem für Kurzformen bilden diejenigen Substantive, die in der femininen Form, aber nicht in der maskulinen Pluralform, einen Umlaut bilden: Juden – Jüdinnen, Franzosen – Französinnen, Sachsen – Sächsinnen, Bauern – Bäuerinnen, Schwaben – Schwäbinnen.

###### Aussprache von Kurzformen
Nicht immer ist klar, wie abgekürzte Paarformen vorzutragen sind.
Zur Aussprache bieten sich zwei Möglichkeiten, wie bereits die schweizerische Bundeskanzlei 2009 in ihrem Leitfaden zum geschlechtergerechten Formulieren im Deutschen anmerkte:
„Werden Texte mit Kurzformen laut vorgetragen, so wird die Abkürzung aufgelöst und als Vollform gelesen, oder es wird nach dem gemeinsamen Wortteil eine kurze Pause gemacht, gefolgt von einem sogenannten glottalen Verschlusslaut vor dem Vokal der Endung -in bzw. -innen“.
Der Sprachwissenschaftler Peter Eisenberg meinte 2017:
„Der nächste Schritt in Richtung eines konsequenten Genderns bestand in der Propagierung der Schreibweise BäckerInnen, die dann vielfältig ausgebaut wurde, etwa zu Bäckerinnen, Bäcker/innen, Bäcker_innen und Bäcker*innen. Von vornherein blieb unklar, wie all das ausgesprochen werden konnte.“
2021 nannte der Sprachwissenschaftler Henning Lobin als praktisches Beispiel für die Aussprache „etwa die Verwendung des Wortes Bäckerinnung, das in der Mitte genau den glottalen Knacklaut enthält (Bäcker-Innung), der bei Bäcker-Innen angeblich so unaussprechlich ist.“
Das Handbuch geschlechtergerechte Sprache aus dem Dudenverlag verwies im April 2020 darauf, dass Kurzformen als „Sparschreibung für die ausführliche Beidnennung“ anzusehen sind und „beim Sprechen die lange Form wiedererhalten“.
Als Alternative wurde der glottale Verschlusslaut (Glottisschlag) erwähnt, der insbesondere „durch die verstärkte Verwendung des Gendersterns deutlich zugenommen“ habe: An der Kompositionsfuge werde eine kurze Pause gesprochen, etwa bei Mitarbeiter/-innen oder Mitarbeiter*innen: Mitarbeiter-innen.
Im Sinne der mehrgeschlechtlichen Verwendung wird die Sprechpause auch „gesprochenes Gendersternchen“ genannt.
Ablehnung der Genderpause
Die Gesellschaft für deutsche Sprache lehnte im August 2020 so genannte „Gender-Pausen“ grundsätzlich als Mittel des geschlechtergerechten Sprechens ab, weil unklar bliebe, wie diese Höreffekte zu verschriftlichen seien (Details).

##### Mehrgeschlechtliche Schreibweisen
- Genderstern: Lehrer*innen, ein*e Lehrer*in

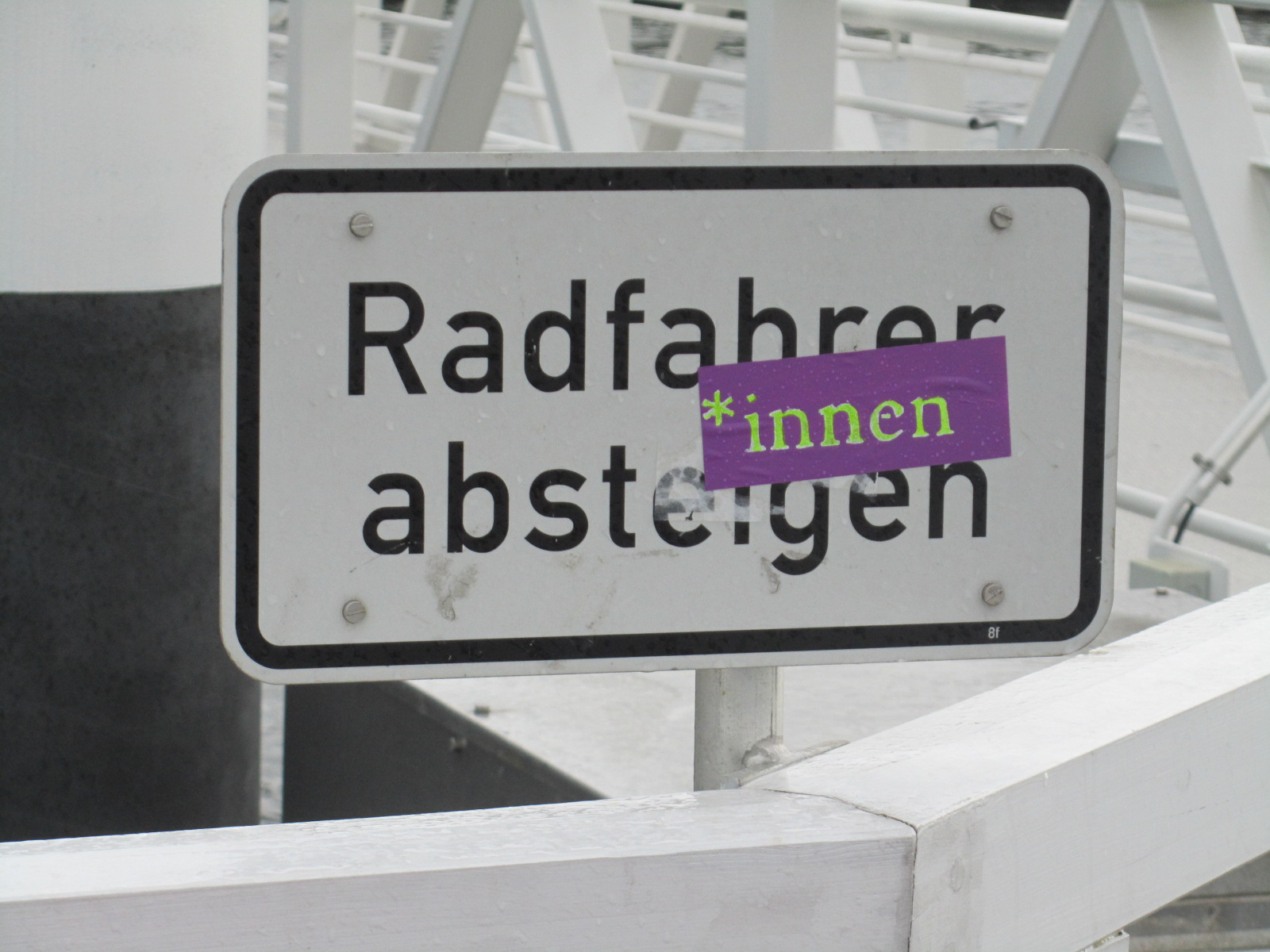
Aufkleber mit der Erweiterung „*innen“ auf einem Schild in Kiel an der Hörnbrücke (2015)

- Doppelpunkt: Lehrer:innen, ein:e Lehrer:in
- Gender-Gap: Lehrer_innen, ein_e Lehrer_in
- Mediopunkt: Lehrer·innen, ein·e Lehrer·in
- „polnisches Gendern“: Lehrernnnie, eine Lehrerni

- Lehrer_innen
- ein_e Lehrer_in

Im Jahr 2003 erfand der Sprachwissenschaftler Steffen „Kitty“ Herrmann eine neuartige Schreibweise für Kurzformen, um zwischen männlichen und weiblichen auch nichtbinäre Geschlechtsidentitäten typografisch sichtbar zu machen und einzubeziehen.
Dazu ersetzte er den Schrägstrich (Leser/-in) durch einen Unterstrich: Leser_In, später Leser_in.
Zum Unterstrich schrieb Herrmann damals:
„Zwischen die Grenzen einer rigiden Geschlechterordnung gesetzt, ist er die Verräumlichung des Unsichtbaren.“
Ungenannt und damit unsichtbar bleiben bei zweigeschlechtlichen, binären Bezeichnungsformen alle Personen dritten Geschlechts oder nichtbinärer Geschlechtsidentität; sie haben keine Teilhabe an der „sprachlichen Gleichbehandlung“ (und sind nicht Teil der „Beid“nennung oder „Paar“form).
Die Schreibweise mit Unterstrich wurde als „Gender-Gap“ (Gendergap) bekannt, abgeleitet vom sozialen Gender-Gap zwischen Frauen und Männern (von englisch gender [ˈdʒɛndɐ] „soziales Geschlecht“, und gap „Lücke“), hier verallgemeinert zur schriftbildlichen „Lücke zwischen den beiden Geschlechtern“.
Die Gleichstellung von Frau und Mann wurde weitergedacht zur „Gleichstellung aller Geschlechter“, um trans- und intergeschlechtliche Menschen sprachlich nicht auszugrenzen oder zu diskriminieren.
- Lehrer*innen
- ein*e Lehrer*in

Ab 2009 kam die Schreibweise mit Gendersternchen auf, wobei das Schriftzeichen „Sternchen“ (Asterisk) als Platzhalter für alle Geschlechter/Gender im Schriftbild noch deutlicher hervortreten soll, um strahlenförmig eine Geschlechtervielfalt anzudeuten.
Es wurde in der Folge von einigen Gruppierungen, Verwaltungen und Medien übernommen (siehe Verbreitung des Gendersterns).
- Lehrer:innen
- ein:e Lehrer:in

- Lehrer·innen
- ein·e Lehrer·in

Ab 2019 folgte als Genderzeichen der Gender-Doppelpunkt (siehe Verbreitung) und stellenweise wird auch der Mediopunkt – eigentlich ein Element der Leichten Sprache – in diesem Sinne verwendet (vor allem im Französischen).
Empfohlen werden Schreibweisen mit Genderzeichen vorrangig zur Vermeidung von generischen Maskulinformen (Lehrer) in knappen Texten wie Tabellen, Listen und Formularen.
Im Singular kann auch eine Person bezeichnet werden, die nicht männlich oder weiblich ist: Alex ist ein*e Lehrer*in.
In LGBT-Zusammenhängen ist die Schreibweise eine trans* Person oder Trans*Personen üblich.
Eine erweiterte Bedeutung erhielten die Genderzeichen und das Konzept der geschlechtergerechten Sprache insgesamt durch die Einführung der dritten Geschlechtsoption „divers“ in Deutschland 2018 und 2019 in Österreich.
Sie beinhaltet den rechtsverbindlichen Anspruch aller Personen außerhalb des zweigeschlechtlichen Systems auf eine entsprechende Benennung.
Die deutsche Sprache bietet für ein drittes Geschlecht keine passenden Bezeichnungsformen oder Pronomen, Anrede- oder Flexionsformen; grundsätzlich ungeeignet ist in Bezug auf Personen die Verwendung des dritten grammatischen Geschlechts Neutrum („sächlich“).
Sowohl die Duden-Redaktion als auch die Gesellschaft für deutsche Sprache betonen diese Sachlage als ungelöstes sprachliches Problem.
Als unpassend wird bei manchen Schreibungen mit Genderzeichen angesehen, wenn sich nicht zwei einzeln lesbare Bezeichnungen ergeben, beispielsweise bei „Kolleg*in“ (Kollege fehlt) oder bei Umlautungen wie „Ärzt*in“ (Arzt fehlt).
Bei Wortgruppen wie „ein*e gute*r Schüler*in“ stimmen die grammatischen Bezüge der einzelnen Formen zueinander nicht mehr: „ein gute Schüler/eine guter Schülerin“ (siehe oben zu Problemfällen bei Kurzformen).
Beim Vortragen werden Sternchen, Doppelpunkt oder Unterstrich mit einer kleinen Sprechpause vorgetragen, als ob an der Stelle ein Bindestrich stehen würde: Künstler-innen [ˈkʏnstlɐʔɪnən], was einem Glottisschlag entspricht und „Gender-Pause“ genannt wird (siehe oben zur Aussprache von Kurzformen).
Die Gesellschaft für deutsche Sprache lehnt Gender-Pausen als Mittel des geschlechtergerechten Sprechens grundsätzlich ab, weil unklar bleibe, wie sich diese Höreffekte verschriftlichen ließen (siehe GfdS-Kritik).
Ende 2020 berichtete Sabine Krome, Geschäftsführerin des Rats für deutsche Rechtschreibung, dass bei den „Kurzformen des Genderns mit Satz- und Sonderzeichen […] der Stern mit rund 68 Prozent die am häufigsten belegte Form“ sei. „Danach folgen der Unterstrich, der Doppelpunkt und andere Zeichen“ (siehe Varianten geschlechtergerechter Schreibung 1995–2019).
Laut einer empirischen Untersuchung von Duden-Redaktion und Institut für Deutsche Sprache, die das Nachrichtenmagazin Der Spiegel im März 2021 erwähnt, ist der Genderstern die am häufigsten verwendete „orthografische Variante“, vor Binnen-I, Unterstrich oder Doppelpunkt.
Seit März korrigieren die Mitarbeiter des Parlamentarischen Dienstes im deutschen Bundestag Schreibweisen mit Genderstern, Doppelpunkt und einige weitere geschlechtergerechte Formen in Anträgen, Entschließungsanträgen und Begründungen von Gesetzentwürfen nicht mehr heraus.
Im Juni 2021 haben acht der größten deutschsprachigen Nachrichtenagenturen (dpa, epd, KNA, Reuters, APA, AFP, SDA, SID) „ein gemeinsames Vorgehen vereinbart, um diskriminierungssensibler zu schreiben und zu sprechen“; sie wollen die Verwendung des generischen Maskulinums „zurückdrängen“, aber keine Genderzeichen nutzen:

„Noch ist unklar, ob und welches der Sonderzeichen (Genderstern, Unterstrich, Doppelpunkt etc.), die auch nicht-binäre Geschlechtsidentitäten abbilden sollen, sich im allgemeinen Sprachgebrauch durchsetzen wird.
Bis auf weiteres verzichten die Nachrichtenagenturen daher auf die Verwendung dieser Zeichen.
Bislang entsprechen sie auch weder dem amtlichen Regelwerk der deutschen Rechtschreibung noch dem allgemeinen Sprachverständnis beziehungsweise der allgemeinen Sprachpraxis.
Aber viele andere Möglichkeiten zur Vermeidung diskriminierender Sprache und zur Sichtbarmachung von Diversität sind konsequent zu nutzen.“

Siehe unten: Französische Gender-Schreibweise „écriture inclusive“ mit Mediopunkt
 Amtliche Anerkennung von Genderzeichen
Die amtlichen Rechtschreibregeln enthalten keine Aussagen zu den Schriftzeichen Sternchen/Asterisk (*), Doppelpunkt (:), Unterstrich (_) oder Mediopunkt (·) im Inneren von Wörtern (Binnenschreibung).
Der Rat für deutsche Rechtschreibung erklärte im März 2021, „die Aufnahme von Asterisk (‚Gender-Stern‘), Unterstrich (‚Gender-Gap‘), Doppelpunkt oder anderen verkürzten Formen zur Kennzeichnung mehrgeschlechtlicher Bezeichnungen im Wortinnern in das Amtliche Regelwerk der deutschen Rechtschreibung [werden] zu diesem Zeitpunkt nicht empfohlen. […] Der Rat für deutsche Rechtschreibung wird die weitere Schreibentwicklung beobachten.“
Zu den Genderzeichen merkt der Rat an:

„Diese Zeichen haben zudem in der geschriebenen Sprache auch andere Bedeutungen, z. B. als Satzzeichen oder typografische Zeichen oder informatik- und kommunikationstechnische Zeichen.
Ihre Nutzung innerhalb von Wörtern beeinträchtigt daher die Verständlichkeit, Vorlesbarkeit und automatische Übersetzbarkeit sowie vielfach auch die Eindeutigkeit und Rechtssicherheit von Begriffen und Texten.
Deshalb können diese Zeichen zum jetzigen Zeitpunkt nicht in das Amtliche Regelwerk aufgenommen werden.“

Im Juli 2023 teilte der Rat nach einer Tagung zum Thema geschlechtergerechtes Schreiben mit, dass es bei dieser Beschlusslage bleibe. Zugleich entschied er sich für eine Ergänzung des amtlichen Regelwerks unter der Überschrift „Sonderzeichen“, die auch das Gendern im Wortinneren mit Doppelpunkt, Unterstrich und Sternchen umfasst. Sie enthalte aber keine neue Empfehlung, sondern diene der Beschreibung des gesellschaftlichen Phänomens des Genderns. Die Entwicklung sei nicht abgeschlossen und müsse weiter beobachtet werden. Der Beschluss wird nach öffentlicher Anhörung den staatlichen Stellen zur Zustimmung vorgelegt.
 Die Gesellschaft für deutsche Sprache hatte im August 2020 deutlich gemacht, dass sie sämtliche Schreibweisen mit „Gendersternchen und Co.“ nicht als geeignetes Mittel ansehe, um diskriminierungsfreie Sprache umzusetzen (Details):

„Die GfdS rät aus sprachwissenschaftlicher Sicht von der Verwendung dieser Formen geschlechtergerechter und genderneutraler Sprache ab.
Dies hat verschiedene Gründe.

Die Formen entsprechen nicht den Regeln der deutschen Rechtschreibung […]

Durch ihre Verwendung können grammatisch falsche Formen entstehen […]

Die Formen werden uneinheitlich verwendet […]

Es ist unklar, wie die Formen in der gesprochenen Sprache realisiert werden sollen […]

Es ist unklar, wie Gender-Pausen verschriftlicht werden sollen […]

Zeichen in genderneutralen Personenbezeichnungen treten in anderen Kontexten auf […]“

Zum Rechtsanspruch diversgeschlechtlicher Personen auf angemessene Benennung stellte die GfdS fest:
„Das Neutrum als drittes sogenanntes ‚sächliches‘ Genus im Deutschen dürfte in den Augen vieler nicht geeignet sein, Menschen zu bezeichnen. […] Insofern sind realistische und orthografisch wie grammatisch korrekt umsetzbare Möglichkeiten einer umfassend geschlechtergerechten Sprache weiterhin zu diskutieren“.
Überdies gibt die GfdS in diesem Zusammenhang zu bedenken, dass „eine institutionell verordnete Umstrukturierung und Ergänzung großer Teile der deutschen Sprache […] einer natürlichen Sprachentwicklung mit ihren natürlichen Ökonomisierungsbestrebungen konträr“ entgegenstehe (Details).
 Auch der Deutsche Blinden- und Sehbehindertenverband (DBSV) bezieht sich auf den Rat für deutsche Rechtschreibung und erklärte im März 2021 in seinen Richtlinien:
„Gendern durch Sonderzeichen und Typografie […] ist nicht zu empfehlen.“
Um die Vorlesbarkeit durch Personen oder Screenreader zu gewährleisten, sollten neutrale Formulierungen gewählt (Team) oder paarige Bezeichnungen immer ausformuliert werden (Mitarbeiterinnen und Mitarbeiter).
Von allen Genderzeichen gibt der Verband allerdings dem Genderstern den Vorrang:
„Falls jedoch mit Kurzformen gegendert werden soll, empfiehlt der DBSV, das Sternchen zu verwenden, weil es laut Veröffentlichungen des Deutschen Rechtschreibrates die am häufigsten verwendete Kurzform ist und so dem Wunsch nach einem Konsenszeichen am nächsten kommt.“
Im Juni 2021 bekräftigte die schweizerische Bundeskanzlei, „eine Sprache zu verwenden, die möglichst alle Menschen einbezieht und niemanden ausschliesst.“
Aus Sicht der Bundeskanzlei sind typografische Mittel wie der Genderstern, Genderdoppelpunkt, der Gender-Gap und Gender-Mediopunkt aber nicht geeignet, diesem Anliegen gerecht zu werden: Zum einen leisten sie nicht, was sie leisten sollten, und zum andern verursachen sie eine ganze Reihe von sprachlichen Problemen.
Außerdem sprechen auch sprachpolitische und rechtliche Gründe gegen die Verwendung dieser Mittel (Details).

#### Neutralisierung
Den Mitteln zur sprachlichen Sichtbarmachung aller Geschlechter stehen sprachliche Mittel zur Neutralisierung gegenüber, um geschlechtliche Aspekte bei der Bezeichnung von Personen auszublenden.
Hierzu werden sowohl auf der grammatischen wie auf der semantischen Ebene alle Bezugnahmen (Referenzen) auf das biologische oder soziale Geschlecht (Gender) von Menschen vermieden und nur eindeutig genderneutrale Bezeichnungsformen und Formulierungen verwendet (Sexus-indifferent).
Diversgeschlechtliche Personen mit nichtbinärer Geschlechtsidentität sollen sich durch Paarformen mit maskuliner und femininer Endung nicht ausgeschlossen fühlen (vergleiche Soziale Inklusion).
Ein bekanntes Beispiel ist Lann Hornscheidt, eine Person, die sich als neutrois definiert – die Bezeichnung als Sprachwissenschaftler oder als Sprachwissenschaftlerin entspräche nicht Hornscheidts sozialem Geschlecht (siehe oben Fehlende „dritte Option“).
Neutrale Umschreibungen könnten sein: ist sprachwissenschaftlich tätig oder hat eine sprachwissenschaftliche Professur (siehe auch Genderneutrale Schreibung für Diversgeschlechtliche).
Die Projektleiterin der vom deutschen Bundesfrauenministerium geförderten Plattform Genderleicht.de, Christine Olderdissen, empfiehlt zum Gendern:
„Geht es in dem Satz, den Sie gerade schreiben wollen, gar nicht um konkrete Personen, geschweige denn um deren Geschlecht, wählen Sie geschlechtsneutrale Formulierungen, […] Oberbegriffe, Synonyme, Umschreibungen, Partizipien – es gibt so viele Variationen, dasselbe zu sagen. Wählen Sie das zu Ihrem Schreibstil Passende. […] Der wichtigste Tipp, um aus der Schreibroutine des generischen Maskulinums herauszukommen, ist die Rückkehr zum Beschreiben von Tätigkeiten: Steuerzahler → wer Steuern zahlt; alle, die Steuern zahlen; […] beim Steuerzahlen“.
Zur sprachlichen Neutralisierung aller Gender-Aspekte gibt es verschiedene Mittel:
1. geschlechtsneutrale Benennung
sexusindifferente Personenbezeichnungen: Lehrpersonen
substantivierte Partizipien oder Adjektive: Lehrende
Sachbezeichnungen: Lehrkraft
2. geschlechtsneutrale Umformulierung
Umformulierung mithilfe des Adjektivs: lehrend tätig sein
Bildung von Relativsätzen: alle, die unterrichten
Umschreibung mit dem Passiv: Es ist zu beachten
direkte Anrede: Ihre Unterschrift:

Neben diesen bewährten Möglichkeiten gibt es alternative Vorschläge wie die neutrale X-Endung (einx gutx Lehrx).

##### Geschlechtsneutrale Benennung

###### Sexusindifferente Personenbezeichnungen
- der Mensch
- die Person
- das Kind

Es gibt einige wenige Bezeichnungen, deren grammatisches Geschlecht (Genus, Plural Genera) in keiner Beziehung steht zum Geschlecht/Gender der sprachlich referierten Personen (Sexus).
Diese Oberbegriffe sind aus sich heraus „generisch“ und geschlechtsneutral (sexusindifferent).
Sie liegen nicht in geschlechtsbezogener Paarform vor und feminine Ableitungen werden nicht gebildet, weshalb sie bedenkenlos für Personen aller Gender zu verwenden sind.
Die Duden-Grammatik von 2016 definiert:
„Klasse A umfasst Personenbezeichnungen, die nur sexusindifferent gebraucht werden. […] es kommen faktisch alle drei Genera vor“ (der Star, die Nachtwache, das Individuum).
Kein Genus hat das geschlechtsneutrale Pluralwort Leute (vergleichbar mit Eltern); mit der Endung -leute kann der geschlechterübergreifende Plural von Zusammensetzungen mit -mann oder -frau gebildet werden: Fachmann/Fachfrau → Fachleute.
Um das Geschlecht anzugeben, müssen solche unspezifischen Bezeichnungen mit einem Adjektiv ergänzt (eine weibliche Person) oder durch den passenden Unterbegriff (Frau) ersetzt werden.
Der Oberbegriff Mensch wird nicht geschlechtsbezogen ergänzt, sondern gleich spezifiziert als Frau oder Mann, ein Kind als Mädchen oder Junge.
 Einige der unspezifischen Bezeichnungen haben keine sexusbezogenen Unterbegriffe:
- der Gast
- die Geisel
- das Mitglied

Zum maskulinen Wort Gast findet sich allerdings bereits im Althochdeutschen die feminine Form Gästin als kestîn und im Mittelhochdeutschen dann als gestinne oder gestîn; der Online-Duden hat einen Eintrag zu Gästin.
Sofern der Sprachgebrauch dieser Femininform nicht in nennenswertem Umfang zunimmt und dadurch das Maskulinum ein Gast geschlechtsspezifisch auf Männer bezogen wird, bleibt es eine geschlechtsneutrale Personenbezeichnung und muss bei Bedarf spezifisch ergänzt werden: männlicher Gast, weibliche Gäste.
Vom femininen Wort Geisel gibt es keine Ableitung einer maskulinen Form.
In Bezug auf das Neutrum Mitglied finden sich gelegentliche unbedarfte Versuche, Mitgliederinnen anzusprechen.
Stellenweise werden weibliche Ableitungen von sexusindifferenten Substantiven auch absichtlich gebildet, etwa „Männer und Männerinnen“, um das Gendern zu überspitzen, oder als Hyperkorrekturen: Menschin, Personin, Mitgliederin.
Allerdings führt der Duden neben der Mensch (als Lebewesen) auch die Menschin (selten, meist scherzhaft) sowie (noch bei Luther gebrauchtes) das Mensch (landschaftlich veraltet: meist abwertend für eine Frau).
Eine Sonderstellung hat der Spitzel, eigentlich eine Verkleinerungsform des Spitz-Hundes, aber nicht grammatisch sächlich wie das Mädel, das Bübel.
Eine kleine Gruppe von Personenbezeichnungen sind Entlehnungen aus dem Englischen, wo sie kein grammatisches Geschlecht haben und für alle Geschlechter stehen können; sie werden im Deutschen oft als Maskulinum eingeordnet: der Fan, Geek, Nerd, Star, Teenager.
Zu diesen geschlechtsneutralen Bezeichnungen gibt es nur seltene Gelegenheitsbildungen wie die Nerdin oder die Teenagerin.
Auch Berufsbezeichnungen wie Consultant, Engineer, Leader oder Specialist gelten als sexusindifferent; der Duden empfiehlt, die Bezeichnung bei Stellenausschreibungen mit einer Klammer zu ergänzen: Senior Consultant (m/w/d) Risikomanagement gesucht.
Eine Rechtsverbindlichkeit für diese Form der Ausschreibung besteht nicht.
 Bezeichnungen auf -ling
Maskulina mit dem Ableitungssuffix -ling haben geschlechterübergreifende Bedeutung und keine weibliche Form, werden aber nicht immer als neutral angesehen.
So wurde die Bezeichnung Flüchtlinge zwar zum Wort des Jahres 2015 gewählt, aber die verantwortliche Gesellschaft für deutsche Sprache merkte an:
„[…] klingt Flüchtling für sprachsensible Ohren tendenziell abschätzig: Analoge Bildungen wie Eindringling, Emporkömmling oder Schreiberling sind negativ konnotiert, andere wie Prüfling, Lehrling, Findling, Sträfling oder Schützling haben eine deutlich passive Komponente. Neuerdings ist daher öfters alternativ von Geflüchteten die Rede.“
In Deutschland wurde die Bezeichnung Lehrling bereits 1969 durch das Berufsbildungsgesetz mit dem substantivierten Partizip Auszubildender ergänzt oder ersetzt, um mit der Betonung von „Bildung“ auch einen inhaltlichen Wandel anzuzeigen; der althergebrachte Lehrherr wurde ersetzt durch Ausbildender (im Plural sind Auszubildende und Ausbildende geschlechtslos). 2020 gewinnt die neutrale Bezeichnung Impfling an Bedeutung.

###### Substantivierte Partizipien oder Adjektive
- Lehrende
- Angestellte
- Angehörige

Im Plural enthalten Substantivierungen von Partizipien und Adjektiven für Personenbezeichnungen ("Studierende", "Kranke") keine Informationen über das Geschlecht von Personen. Daher können sie als geschlechtsneutrale Ausdrucksform verwendet werden. Im Singular hingegen wird durch Artikel oder Deklination das Genus sichtbar ("die Studierende", "der Studierende").
Das Deutsche Universalwörterbuch von 1983 führte etwa 350 durch Nullableitung (Konversion) von Partizipien oder Adjektiven gebildete Personenbezeichnungen.
- alle Lehrenden
- der/die Studierende

Das Partizip Präsens eines Verbs wird gebildet durch das Anhängen von „-end“ an den Wortstamm: studieren → studierend, substantiviert Studierende (nur männlich: ein Studierender).
Die Gesellschaft für deutsche Sprache empfiehlt Partizipialformen:
„Statt: die Teilnehmer, die Studenten – Besser so: die Teilnehmenden, die Studierenden“.
Den frühen Gebrauch von Lehrende findet der Sprachwissenschaftler Anatol Stefanowitsch beispielsweise 1839 in Verordnungen zu preußischen Universitäten:
„Lehrende waren schon damals eben nicht nur Professores verschiedenster Art, sondern auch Privatdozenten, Repetenten, Sprachmeister und Exerzizienmeister (letztere drei Gruppen dürften grob heutigen ‚Lektoren‘ und ‚Lehrkräften für besondere Aufgaben‘ entsprechen). Für die brauchte und braucht man einen Oberbegriff, und die Wahl fiel – vielleicht, weil Lehrer/in schon anderweitig vergeben war – auf das auch heute noch gebräuchliche Lehrende.“
Manchmal wird als Einwand vorgebracht, eine solche Substantivierung könne sich nur auf Personen beziehen, welche die entsprechende Tätigkeit in einem bestimmten Moment gerade ausführten.
So sei Studierende nur für Personen korrekt, die tatsächlich gerade lernten; zuweilen folgt ein Hinweis auf „verstorbene Studierende“.
Diewald und Steinhauer stellen demgegenüber fest: Ein momentanes Tätigsein oder eine Gleichzeitigkeit ist keine zwingende Bedingung für die Wortbedeutung, wie das Beispiel Vorsitzende eines Vereins zeigt – Vorsitzende bleiben dies auch, wenn sie schlafen, und sie werden auch rückwirkend so bezeichnet (ähnlich Alleinerziehende, Arbeitssuchende, Auszubildende).
Substantivierte Partizipien können manchmal eine innewohnende (inhärente) Eigenschaft beschreiben, abhängig davon, was genau das entsprechende Verb bedeutet (Fliegende Fische, fahrendes Volk).
Alle Studierenden sind auch dann Studierende, wenn sie gerade im Kino sitzen.
Die Bezeichnung ist bereits seit dem 18. Jahrhundert in Gebrauch, in Zedlers Enzyklopädie von 1744 ist ein Eintrag übertitelt mit „Student, Studenten, Studirende“;
1801 führt das Churfürstliche Schulhaus München ein „Verzeichniß der Studierenden“ (siehe Sprachgebrauch von „Studierende“).
Der Rechtschreibduden verzeichnet in seiner 28. Auflage im August 2020:
„Als geschlechtsneutrale Bezeichnung setzt sich die Form Studierende immer mehr durch. Sie wird auch verwendet, wenn man die Paarformel Studenten und Studentinnen nicht zu oft wiederholen will.“
Die schweizerische Bundeskanzlei merkt 2009 zum Partizip I an:
„Wenn kein entsprechender Ausdruck auf -er existiert, so werden auch längere Partizip-I-Formen in der Regel nicht als ungewohnt wahrgenommen (z. B. Kunstschaffende, Reisende, Leidtragende, zu denen es keine Formen wie Kunstschaffer/Kunstschafferinnen, Reiser/Reiserinnen, Leidträger/Leidträgerinnen gibt).“
Der Rat für deutsche Rechtschreibung nutzt in seiner Bekanntmachung im März 2021 neben der Beidnennung Schülerinnen und Schüler nur Partizipformen wie Studierende, Lehrende, Lesende, Hörende (siehe unten).
- alle Angestellten
- der/die Abgeordnete

Das Partizip Perfekt von Verben wird oft gebildet mit der Vorsilbe „ge-“ und der Endung „-t“: anstellen → angestellt → Angestellte (aber: ein Angestellter).
Gebräuchliche Beispiele sind Beteiligte, Betroffene, Vorgesetzte.
In dieser Art können auch kreative Lösungen zur geschlechtsneutralen Benennung oder Ansprache gebildet werden, sofern die gebildete Form lesbar und verständlich bleibt.
- alle Angehörigen
- der/die Berufstätige

Die Substantivierung von Adjektiven erfolgt meist wie die Beugung normaler attributiver Adjektive: die berufstätige Frau → die Berufstätige (aber: ein Berufstätiger).
Gebräuchliche Beispiele für Substantivbildungen sind Jugendliche, Kranke, Verwandte.
Berufsbezeichnungen können umformuliert werden zu Angehörige des Kollegiums oder Angehörige des Arztberufs (Komposita werden selten gegendert).
Zur geschlechtsneutralen Verkürzung der Beidnennung „Damen und Herren“ eignet sich die persönliche Ansprache: Liebe Anwesende!

###### Sachbezeichnungen
- Lehrkraft
- Kollegium
- Leitung
- Belegschaft

Sachbezeichnungen beziehen sich nicht in direkter Weise auf Personen, aber es gibt viele, die abstrakt auf Funktionsträger oder kollektiv auf soziale Gruppen bezogen sind (vergleiche Kollektivnamen); die Wortbildung endet oft auf -kraft, -ung, -schaft und dergleichen.
Einige dieser Bezeichnungen eignen sich für Einzelpersonen (die Lehrkraft für besondere Aufgaben, das Staatsoberhaupt, Anton hat die Leitung).
Bei anderen tritt der Aspekt des Handelns so sehr in den Hintergrund, das es unpersönlich und sachlich wirken kann (das Direktorium).
Manchmal ist diese Sachlichkeit aber von Vorteil, um die Verwendung generischer Maskulinformen zu vermeiden: die Zuhörer → das Publikum, oder umformuliert: Messebesucher links abbiegen. → Zur Messe links abbiegen.
Der Online-Duden empfiehlt in seinem Eintrag zu Lehrerin seit 2011:
„Besonderer Hinweis: Um gehäuftes Auftreten der Doppelform Lehrerinnen und Lehrer zu vermeiden, können die Ausweichformen Lehrkörper, Lehrkräfte oder Lehrerschaft gewählt werden.“
Mit sachlichen Bezeichnungen ändern sich die maskulinen Formen Regisseur & Autor zu Regie & Drehbuch, der Bäcker zur Bäckerei und der Pfleger zur Pflegekraft. Eine Damen-Mannschaft wird zum Frauenteam.
Manchmal hilft eine Suche nach Synonymen (Ansprechpartner → Ansprechperson, Kontakt; Mädchenname → Geburtsname) oder ein beschreibender Ausdruck (Kundenberatung → Kundschaftsberatung; Fußgängerweg → Gehweg).
Stellenausschreibungen können statt mit angefügter Genderklammer (m/w/d) geschlechtsneutral formuliert werden: Redaktionsstelle/Praktikum zu vergeben.
Die Gesellschaft für deutsche Sprache empfiehlt Sachbezeichnungen als Ersatzformen:
„Statt: Informant, Journalist, Fachmann, Leiter, Kollege etc.
Besser so: Quelle, Presse, Fachkraft, Leitung, Kollegium, Personal, Belegschaft etc.
Diese Möglichkeit sollte mit Bedacht eingesetzt werden, […] denn mitunter gibt es semantische Unterschiede. Z. B. ist eine Einzelperson (Kollege/Kollegin) nicht durch ein Substantiv zu beschreiben, das in der Regel mehrere Personen umfasst (Kollegium).“
Gisela Zifonun, bis 2011 Leiterin der Abteilung Grammatik am Institut für Deutsche Sprache, merkte 2018 kritisch an: „Leider ist mit Person und Kraft als Anhängsel an funktions- oder aufgabenbezeichnende Wortstämme meist schon das Ende der angemahnten Kreativität erreicht. Eine Welt voller Back- und Linguistikkräfte oder Lehr- und Arztpersonen erscheint mir persönlich ziemlich unwirtlich.“

##### Umformulierung
Um jegliche Personenbezeichnung in maskuliner oder femininer Form („gendermarkiert“) zu vermeiden, gibt es unterschiedliche Mittel:
1. Umformulierung mithilfe des Adjektivs: lehrend tätig sein
2. Bildung von Relativsätzen: alle, die unterrichten
3. Umschreibung mit dem Passiv: Es ist zu beachten
4. direkte Anrede: Ihre Unterschrift:

###### Umformulierung mithilfe des Adjektivs
- lehrend tätig sein
- ärztlicher Rat

Als Ersatz für Tätigkeits- und Berufsbezeichnungen kann stellenweise ein Adjektiv genutzt werden, um geschlechtlichen Bezug auszublenden und eine „Gendermarkierung“ zu vermeiden.
Die Wandlung des Substantivs in ein beschreibendes Attribut entfernt den Genderbezug: als Arzt tätig sein → ärztlich tätig sein (halbwegs neutral: den Arztberuf ausüben, weil Komposita im Allgemeinen nicht gegendert werden):
Fragen Sie Ihren Arzt oder Apotheker. → Holen Sie sich ärztlichen oder pharmazeutischen Rat.
Hilfe eines Fachmanns → fachliche Hilfe
Kritiker → kritische Stimmen
Abschluss der Studenten → studentischer Abschluss
Verfasser, Herausgeber → verfasst von, herausgegeben von

###### Bildung von Relativsätzen
- alle, die unterrichten
- wer unterrichtet, kennt das

Das Umformulieren mit Relativsätzen bietet Möglichkeiten zur Neutralisierung, die zwar etwas mehr Platz beanspruchen, aber auflockernd wirken können und stilistische Abwechslung anbieten (Teilnehmer → alle, die teilnahmen; Antragsteller → Personen, die einen Antrag stellen).
Das Relativpronomen wer bietet Möglichkeiten für neutrale Formulierungen, wenn auf die Wiederaufnahme mit dem maskulinen Pronomen der verzichtet wird: wer helfen will, (der) ist willkommen.
Je nach Textsorte beanspruchen solche Verallgemeinerungen kaum mehr Platz (Der Antragsteller hat … → Wer einen Antrag stellt, hat …).
Das Umschreiben eignet sich auch für Personen, die Verbrechen begehen: Betrüger werden bestraft → Wer betrügt, wird bestraft (vergleiche Generische Maskulinformen im deutschen Strafrecht).
Bereits im Jahr 1616 erklärte eine der ersten Grammatiken des Deutschen, das Pronomen wer beziehe sich sowohl auf Männer wie auf Frauen und habe eine generische (commune) Bedeutung:
„Wer ist jedoch commune hinsichtlich Maskulinum und Femininum, denn sein Neutrum ist was.“
Als Interrogativpronomen kann wer sich auch allgemein auf belebte Substantive beziehen, wohingegen was auf Sachen bezogen ist („sächlich“: Was ist das?).

###### Umschreibung mit dem Passiv
- Lehrer müssen beachten → Es ist zu beachten

Durch eine Passiv-Formulierung (Passivierung) kann vermieden werden, überhaupt Personen zu nennen: Der Antragsteller muss folgende Unterlagen beifügen → Folgende Unterlagen sind beizufügen.
Allerdings muss bei unpersönlichen Konstruktionen klar sein, an wen sich die Äußerung richtet, weil sich das Subjekt ändert.
Um keine Missverständnisse aufkommen zu lassen, kann es manchmal notwendig sein, die handelnden Personen zu benennen und im Aktiv anders zu formulieren.
 Auch umgangssprachliche Formulierungen mit dem generalisierenden Personalpronomen man (ein generisches Maskulinum) können passiviert werden: man sollte darauf achten → es sollte darauf geachtet werden (an passender Stelle auch: wir sollten darauf achten).
Die gängige Behauptung: Man macht es halt so. lautet im Passiv: Es wird halt so gemacht. Das Bekenntnis: Man kennt das ja. lautet im Passiv: Das ist ja bekannt. Das Pronomen man hatte schon im Althochdeutschen die allgemeine Bedeutung „irgendeine Person, jeder beliebige Mensch“ (wie auch das französische on).
Zu vermeiden ist die unbedachte Verwendung des maskulinen Possessivpronomens: Man liebt doch seine Eltern! Diese Aussage soll zwar auf die sprechende Person selbst bezogen sein im Sinne von Ich liebe doch meine Eltern, ist aber mehrdeutig – es könnten auch die beliebten Eltern eines (anderen) Mannes gemeint sein (Seine Eltern sind doch beliebt!) zur Unterscheidung von einer weiblichen Person (Man liebt ihre Eltern).

###### Direkte Anrede
- Unterschrift des Lehrers: → Ihre Unterschrift:

Durch eine persönliche Anrede können generische Maskulina oder Doppelformen vor allem in formalen Zusammenhängen vermieden werden, um nicht-männliche Personen unter den Adressaten nicht als männliche Antragsteller, Besucher, Leser, Zuschauer anzusprechen (vergleiche Gerichtsentscheid zum Sparkassen-„Kunden“).
Auch sind Höflichkeitsformen wie Sie und Ihre kürzer:
Antragsteller werden benachrichtigt. → Sie werden benachrichtigt.
Besucher werden gebeten, ihren Ausweis vorzuzeigen. → Bitte zeigen Sie Ihren Ausweis vor.

##### Alternative Vorschläge

###### Inklusivum
- alle Lehrerne
- de Lehrere
- ein gute Lehrere
- diesey Lehrere

Das Inklusivum ist ein umfassendes Formensystem für geschlechtsneutrales Deutsch, das seit 2021 vom Verein für geschlechtsneutrales Deutsch entwickelt wurde. Im Gegensatz zu den anderen auf dieser Seite vorgestellten Vorschlägen für geschlechtsneutrale Sprache ist das Inklusivum bewusst so gestaltet, dass es grammatisch vollständig und leicht aussprechbar ist. Es umfasst neben geschlechtsneutralen Pronomen und Substantivformen auch passende Artikel und Adjektivformen. Zentrale Formen sind beispielsweise „de Lehrere“ (bestimmter Artikel Singular), „ein Lehrere“ (unbestimmter Artikel Singular), „diesey Lehrere“ (Demonstrativartikel Singular) und „alle Lehrerne“ (Pluralform). Als allgemeines geschlechtsneutrales Personalpronomen empfiehlt der Verein die Form „en“, wobei die Possessivform „ens“ lautet und der Dativ „em“ („en/ens/em/en“). Der Verein sieht das Inklusivum ausdrücklich als Angebot und Vorschlag, um sprachliche Flexibilität zu erweitern; es soll keiner Person aufgezwungen werden.
Die Formen des Inklusivums wurde im Rahmen eines kollektiven Entscheidungsprozesses auf der Grundlage von Online-Diskussionen und Umfragen ausgewählt, bei dem auch viele nichtbinäre Personen mitwirkten. Dabei wurde darauf abgezielt, dass die Formen keinerlei geschlechtsspezifische oder anderweitig problematische Assoziationen mit sich bringen, sowie darauf, dass sie einfach und ohne Aussprachehindernisse in den spontanen Sprachgebrauch integriert werden können. Zwischen 2021 und 2022 fanden zwei öffentliche Umfragen mit 500 bzw. 899 Teilnehmenden statt. Dazwischen gab es elf interne Umfragen, an denen jeweils zwischen 15 und 42 Personen teilnahmen. Ziel war es, ein sprachliches System zu schaffen, das möglichst breite Akzeptanz unter interessierten Deutschsprachigen findet. Die während des Entwicklungsprozesses eingebrachten Argumente für und gegen die verschiedenen vorgeschlagenen Formen wurden in Pro-Contra-Listen dokumentiert und in einem vom Verein veröffentlichten Artikel zusammengefasst.

###### X-Endung
- alle Lehrxs
- einx gutx Lehrx

Die X-Endung findet sich in der neuenglischen Form Mx als genderneutrale Zusammenziehung der zweigeschlechtlichen Anredeformen Mr & Mrs („Herr und Frau“) und steht seit Jahren in offiziellen Lexika.
Auch im Spanischen wird die X-Endung stellenweise in experimenteller Art verwendet: Latinx statt Latino/Latina für eine lateinamerikanische Person.
In Japan findet sich seit der Jahrtausendwende die übergeordnete Bezeichnung „X-gender“ für Personen dritten Geschlechts.
Das „x“ ist auch Bestandteil eines Neopronomens, das Illi Anna Heger ab 2009 als deutsche Schreibweise für nichtbinäre Menschen und Charaktere entwickelte: xier/xieser/xiem/xien, zusammen mit dem Possessivpronomen xiesa, xiese, xies und dem Artikel und Relativpronomen dier/dies/diem/dien.
Im Deutschen hat Lann Hornscheidt seit den 1990er-Jahren auf dem Gebiet der Sprachwissenschaft an sprachlichen Mitteln zur Geschlechtsneutralität gearbeitet und 2014 eine Endungsbildung mit „-x“ vorgeschlagen, um die beiden geschlechtsspezifischen Endungen -er und -in abzulösen: einx gutx Lehrx (ein guter Lehrer/eine gute Lehrerin),
oder 2019 dex Radfahrex (der/die Radfahrer/-in).
Hornscheidt erklärte:
„Dabei ist das System mit dem X viel einfacher als das gegenwärtige mit seinen drei Genusformen. Es geht aber nicht darum, überall ein X dranzuhängen oder neuen[sic!] Regeln einzuführen, sondern darum, uns Sprache wieder anzueignen.“
Für sich beansprucht Hornscheidt der eigenen nichtbinären Geschlechtsidentität entsprechend den geschlechtsneutralen Titel Profex Drex (Prof. Dr.).
Der Rat für deutsche Rechtschreibung zitiert in einer Untersuchung von 2018 einen Beispielsatz von Hornscheidt:
„Dix Studierx hat in xs Vortrag darauf aufmerksam gemacht, dass es unglaublich ist, wie die Universität strukturiert ist, dass es nur so wenige Schwarze/PoC Professxs gibt.“
Der Rat vermerkt dazu, der Vorschlag der x-Form (Plural: -xs) entspreche „nicht den Kriterien, die nach Auffassung des Rats an korrekte Texte gestellt werden müssen (allen voran nicht der Verständlichkeit, Lesbarkeit und Vorlesbarkeit).“
Das Handbuch geschlechtergerechte Sprache merkt 2020 an:
„Wir halten solche künstlich geschaffenen Lösungen für problematisch – zumal die Akzeptanz in weiten Teilen der Bevölkerung kaum vorhanden sein dürfte. Dennoch haben Hornscheidts Vorschläge breite Aufmerksamkeit erhalten.“
Die Gesellschaft für deutsche Sprache lehnte den Vorschlag 2020 ab:
„Diese Lösung soll allen Geschlechtern gerecht werden, dies jedoch auf Kosten einer les- oder vorlesbaren Form. Auch grammatisch ist dieser Vorschlag in vielerlei Hinsicht nicht vertretbar, darüber hinaus leidet die Verständlichkeit massiv. Schwierigkeiten stellen zudem Artikel und Personal-/Possessivpronomen dar: Dx gutx Lehrx, Ex (Einx?) Schülx und x‘s Freundx“.
Lann Hornscheidt stellte 2021 im Praxis-Handbuch für Gender und Sprache außerdem das Pronomen und die Endung ens als „genderfreies“ Konzept vor:
„Ens ist der Mittelteil aus ‚Mensch‘. Studens wäre das, Lesens, Hörens. Und das Pronomen ist dann ens, der bestimmte Artikel ist dens, der unbestimmte ist einens. Wir haben das genderfrei genannt.“

###### Y-Endung
- alle Lehrys
- das Lehry
- die Studentys

Seit 1992 verwendete der Wiener Aktionskünstler und Kolumnist Hermes Phettberg als eigene geschlechtsneutrale Kreation die Wortendung „-y“ in Verbindung mit dem grammatischen Geschlecht Neutrum: das Lesy für „Leser/Leserin“, mit Plural-s bei die Lesys.
Für Bezeichnungen, die nicht auf -er enden, wird das -y dem ganzen Wort hinzugefügt: das Ingenieury, die Köchys.
Der Sprachwissenschaftler Thomas Kronschläger von der TU Braunschweig nennt diese Form „Entgendern nach Phettberg“ und nutzt sie seit Jahren in Seminaren und Science-Slams; für 2021 hat er die Veröffentlichung von Untersuchungsergebnissen angekündigt.
2022 war er Co-Autor eines Aufsatzes über Gendern bei der Polizei mit dem Titel „Auf gehts, Polizistys“.
Kritisch angemerkt wird, dass die Phettberg-Form zu „niedlich“ klinge (Terroristys, Mördys).
Das Projekt Genderleicht.de vom Journalistinnenbund sieht den Vorschlag als „harmlosen Scherz“.
Der Kunsthistoriker Jörg Scheller bezeichnet die Methode als „heiter-absurdistisches Anarcho-Gendern“.

###### Generische Femininform
- alle Lehrerinnen
- jede Lehrerin

Das Konzept der ausschließlichen Verwendung des generischen Femininums zur Personenbezeichnung für gemischtgeschlechtliche Gruppen vertritt seit 1984 die feministische Sprachwissenschaftlerin Luise F. Pusch, Pionierin der geschlechtergerechten Sprache:
„Das Femininum enthält ja auch sichtbar das Maskulinum: Lehrer ist in Lehrerin deutlich enthalten. Das Femininum ist die Grundform, das Maskulinum die Schwundform“ (siehe auch Puschs Kritik am Genderstern).
Im Jahr 1994 und später ab 2012 haben einige Gruppierungen und Behörden in bestimmten Geltungsbereichen ausschließlich weibliche Personenbezeichnungen im geschlechterübergreifenden Sinne eingeführt (spiegelbildlich zum generischen Maskulinum); bekannt wurden 2013 die Universitäten in Leipzig und Potsdam (Details).
Es gibt bisher aber nur eine feminine Berufsbezeichnung, die in Deutschland und Österreich auch amtlich für Männer zu verwenden ist: Hebamme, zwischenzeitlich für Männer: Entbindungspfleger.
Somit ist die Hebamme kein generisches Femininum, sondern eine geschlechtsneutrale Personenbezeichnung wie die Person, Geisel, Nachtwache und muss bei Bedarf mit einem Adjektiv ergänzt werden: weibliche Hebamme, männliche Hebammen.
Die Gesellschaft für deutsche Sprache äußert sich 2020 ablehnend zur generischen Verwendung femininer Bezeichnungsformen:
„Diese Lösung ist nicht geschlechtergerecht, denn hier wird das andere Geschlecht nicht explizit angesprochen, sondern ist nur ‚mitgemeint‘. Die Kritik, die am generischen Maskulinum geübt wird, trifft hier ebenfalls zu. Eine Gleichbehandlung, um die es bei geschlechtergerechter Sprache geht, ist beim generischen Femininum so wenig gewährleistet wie beim generischen Maskulinum.“
Der Sprachwissenschaftler Peter Eisenberg behauptet 2018:
„Das generische Femininum gibt es nicht“.
2020 präzisiert er:
„Ein generisches Femininum gibt es im Deutschen nur bei Einzelwörtern, aber nicht als Strukturmerkmal produktiver Wortableitungen“ (vergleiche Movierung von weiblich zu männlich).
Im alltäglichen Sprachgebrauch gibt es einige generische Feminina bei den Tierbezeichnungen, beispielsweise steht die Katze oder die Gans entweder für die ganze Art oder sexusspezifisch für weibliche Tiere, im Unterschied zum männlichen Kater oder Gänserich.

###### Abwechselndes Gendern
Die Genderlinguistinnen Helga Kotthoff und Damaris Nübling schreiben 2018:
„Generische Feminina liegen auch vor, wenn sog. Frauenberufe in movierter Form (Kosmetikerin, Floristin, Erzieherin, Pflegerin) geschlechtsübergreifend unter Einschluss der darin arbeitenden Männer verwendet werden. […] Die Untersuchung solcher geschlechtsübergreifender Feminina steht noch aus.“
Sie erwähnen die Möglichkeit des randomisierten Genuswechsels durch „Streufeminina und Streumaskulina“, um „Geschlecht durch vielfältige Verfahren zu unterlaufen, auch durch ‚generische‘ Feminina.“
Bereits 2004 beobachtete der Germanistische Linguist Jochen A. Bär als Leiter der GfdS-Sprachberatung eine „[a]bwechselnde Verwendung generischer Maskulina und generischer Feminina, wie sie insbesondere in wissenschaftlichen Textsorten nicht selten vorkommt. Hierbei wird die sprachliche Gleichbehandlung durch den Kontext geleistet, was aber dazu führt, dass jede einzelne Aussage für sich genommen (wie es insbesondere beim Zitieren geschieht) immer noch sexistisch wirken kann.“
Diewald und Steinhauer befürworten 2020 eine solche Art des vielfältigen, abwechselnden Genderns am Beispiel eines psychologischen Fachbuchs:
„In dem Werk wird in äußerst geschickter und vielfältiger Weise zwischen weiblichen und männlichen Bezeichnungen, Kollektivbezeichnungen, Neutralisierung sowie auch ‚generischem Femininum‘ und ‚generischem Maskulinum‘ gewechselt.“
Seit Anfang 2021 verwendet die deutsche Wochenzeitung Die Zeit manchmal abwechselndes Gendern.
Mitte 2021 kündigen die Augsburger Allgemeine und die Allgäuer Zeitung an, das generische Maskulinum zu vermeiden und bei Aufzählungen von Berufen auch abwechselnd zu gendern (Erzieherinnen, Kinderpfleger und Kindergärtnerinnen).

### Studien und Umfragen
Es gibt nur wenige systematische Übersichtsarbeiten zu den vielen wissenschaftliche Studien und Befragungen im Bereich „geschlechtergerechte Sprache“. Mitte 2020 fasst das Handbuch geschlechtergerechte Sprache aus dem Dudenverlag die Studienlage zusammen:

„Bei diesen und weiteren Studien, die mit verschiedenen Varianten von Texten arbeiten, ergibt sich also ein im Detail differenziertes, in der Tendenz jedoch eindeutiges Bild:
- Lesefreundlichkeit und Textverständlichkeit werden durch geschlechtergerechte Formulierungen nicht erschwert.
- Subjektive Bewertungen der Textqualität/Textästhetik ergeben ebenfalls, dass insgesamt geschlechtergerechte Formen nicht negativ ins Gewicht fallen. Kleine Abweichungen ergeben sich insofern, als Männer in geringem Umfang die Maskulinformen besser bewerten.
- Die kognitive Einbeziehung von Frauen ist bei verschiedenen Sprachformen sehr unterschiedlich:
  - Die Verwendung des ‚generischen Maskulinums‘ erzeugt eine mentale Repräsentation bei den Textrezipierenden, in der Frauen nur zu einem sehr geringen Anteil an den Ereignissen beteiligt sind oder gar nicht als Akteurinnen in Erwägung gezogen werden.
  - Zugleich wird bei Verwendung des ‚generischen Maskulinums‘ der Anteil von Männern überschätzt.
  - Geschlechtergerechte Formen verbessern in unterschiedlichem Umfang den geistigen Einbezug von Frauen.“

2021 kamen die öffentlich-rechtlichen Wissenschaftsmagazine Quarks (WDR) und Leschs Kosmos (ZDF) zu ähnlichen Ergebnissen.
In Bezug auf den Gebrauch geschlechtergerechter Sprache ergeben Befragungen in mehreren Branchen unterschiedliche Ergebnisse (siehe Branchenumfragen).
In Bezug auf Meinungsumfragen wird oft Bezug genommen auf die beiden Befragungen des Politikforschungsinstituts Infratest dimap für die deutsche Zeitung Welt am Sonntag im Mai 2020 und 2021 (Details): 65 % sind ganz oder eher gegen „Gendersprache in Presse, Radio und Fernsehen sowie bei öffentlichen Anlässen“ (plus 9 %), nur 26 % sind ganz oder eher dafür (minus 9 %); in beiden Jahren bleiben 9 % unentschieden. Infratest fasst die Ergebnisse zusammen: „Die zunehmende Präsenz einer gendergerechten Sprache in Medien und Öffentlichkeit hat deren Akzeptanz nicht gesteigert. Im Vergleich zum Vorjahr ist die Ablehnung gestiegen.“

### Richtlinien und Leitfäden
Die ersten Richtlinien zur Vermeidung sexistischen Sprachgebrauchs im Deutschen wurden verfasst von den vier Sprachwissenschaftlerinnen Senta Trömel-Plötz, Marlis Hellinger, Ingrid Guentherodt und Luise F. Pusch und 1980 in der Fachzeitschrift Linguistische Berichte veröffentlicht. Die Autorinnen stellten darin auf sechs Seiten vielen Beispielen von „sexistischer Sprache“ „geschlechtergerechte Alternativen“ gegenüber. Als Zielgruppen nannten sie Institutionen, die Sprache unterrichten, wie Schulen und Universitäten, und solche, die Sprache verbreiten, wie Medien und Verlagshäuser.
 „Der Befund über den negativen Zustand von Sprache und Sprachgebrauch wurde in dieser Zeit tendenziell mit dem Stichwort ‚sexistisch‘ belegt und definiert“, schreiben Diewald und Steinhauer. Die vier Autorinnen hielten 1980 fest:

„Sprache ist sexistisch, wenn sie Frauen und ihre Leistungen ignoriert, wenn sie Frauen nur in Abhängigkeit von und Unterordnung zu Männern beschreibt, wenn sie Frauen nur in stereotypen Rollen zeigt und ihnen so über das Stereotyp hinausgehende Interessen und Fähigkeiten abspricht und wenn sie Frauen durch herablassende Sprache demütigt und lächerlich macht.“

In Österreich hatten öffentliche Diskussionen über das Gleichbehandlungsgebot bei Stellenausschreibungen zur Folge, dass das Bundesministerium für Arbeit und Soziales die Sprachwissenschaftlerin Ruth Wodak mit einer empirischen Studie betraute. Sie sollte die Problemstellung untersuchen und Empfehlungen aus soziolinguistischer und sprachwissenschaftlicher Sicht vorlegen. Die 1987 erschienene Broschüre Sprachliche Gleichbehandlung von Frau und Mann richtete sich an eine breite Öffentlichkeit und gilt als die erste linguistische Anwendungshilfe zur sprachlichen Gleichbehandlung in Österreich.
Auf internationaler Ebene wurde „sexistischer Sprachgebrauch“ auf der 24. Generalkonferenz der UNESCO 1987 thematisiert. Es schloss sich eine Resolution an, die für die Sichtbarmachung von Frauen in der Sprache plädierte. 1989 erschienen Broschüren mit Richtlinien für einen nicht-sexistischen Sprachgebrauch auf Französisch und Englisch, welche die Sprachwissenschaftlerin Marlis Hellinger und die Romanistin Christine Bierbach im Auftrag der deutschen UNESCO-Kommission mit der Broschüre Eine Sprache für beide Geschlechter 1993 umsetzten.
Praktische Erläuterungen mit Beispielen zur sprachlichen Gleichbehandlung und Sichtbarmachung von Frauen in der deutschen Rechtssprache und in Gesetzestexten entwickelte 1993 die Sprachwissenschaftlerin Ingrid Guentherodt.
In der Schweiz ist seit 1990 laut einem Forschungsbericht der Universität Genf von 2017 die empfehlende Literatur zur Anwendung geschlechtergerechter Sprache stetig angewachsen. Jede Universität und Fachhochschule besitzt einen eigenen Leitfaden, zahlreiche Stadtverwaltungen, Unternehmen und andere Institutionen stellen Anwendungshilfen bereit oder publizieren Ratgeber. Empfehlende Texte sind dabei per se nicht verbindlich. Sie haben mit sprachregulierenden Texten, etwa für Behörden, den gemeinsamen Zweck, geschlechtergerechten Sprachgebrauch innerhalb von Verwaltungen zu etablieren.
Die Gleichstellungsbüros vieler Behörden und Hochschulen – vor allem in den drei D-A-CH-Ländern – haben eigene Sprachleitfäden für gendergerechte Sprache herausgegeben. Teilweise empfehlen sie ausdrücklich zur Einbeziehung von nichtbinären Personen mehrgeschlechtliche Schreibweisen mit Genderzeichen. Die Leitfäden gelten in der Regel für die interne und externe Kommunikation und für Stellenausschreibungen, an Hochschulen aber nicht für die Prüfungsordnungen.
Es gibt im deutschen Sprachraum mindestens 1.161 Leitfäden für geschlechtergerechte Sprache (Stand 24. Juni 2024). Rund die Hälfte davon (598) wurde an Hochschulen erstellt, die übrigen in Behörden und Unternehmen.

#### Gesetze und amtliche Regelungen
Im deutschsprachigen Raum haben Regierungsbehörden ab 1980 viele Gesetze, Verwaltungsvorschriften und Erlasse herausgegeben, die für die juristische Fachsprache – das sogenannte „Amtsdeutsch“ – eine Verwendung von geschlechtergerechter Sprache empfehlen oder normativ vorschreiben. Vorrangig betrifft das die sprachliche Gleichbehandlung der Geschlechter unter Vermeidung generischer Maskulinformen (alle Lehrer). Der Geltungsbereich der Vorschriften umfasst Gesetzentwürfe sowie die interne und externe Kommunikation der Behörden und nachgeordneten Dienststellen, stellenweise auch den Bildungsbereich. Die folgende Übersicht listet bedeutende Verordnungen in zeitlicher Abfolge (siehe unten Österreich, Schweiz):

##### Deutschland
- 1980 wird im Bürgerlichen Gesetzbuch ergänzt, dass Stellenangebote nicht mehr nur für Männer oder nur für Frauen ausgeschrieben werden dürfen; in der Praxis steigt der Gebrauch femininer Berufsbezeichnungen, alternativ werden maskuline Bezeichnungen mit dem Klammerzusatz (m/w) für „männlich/weiblich“ versehen, ab 2018 mit (m/w/d) auch für „diversgeschlechtlich“.
- 1984 erklärt Hessens Landesregierung im Runderlass Gleichbehandlung von Frauen und Männern in Vordrucken, dass generische Maskulinformen nicht als geschlechterübergreifende Oberbegriffe anzusehen sind und stattdessen neutrale Bezeichnungen oder die weibliche und männliche Form aufgeführt werden sollen.
- 1985 erklärt Bremens Senat in seinem Runderlass zur Gleichbehandlung von Frauen und Männern in Vordrucken mit ähnlichem Wortlaut, dass maskuline Personenbezeichnungen in generischer Verwendung unerwünscht sind.
- 1986 empfiehlt der Erlaß der Regierung des Saarlandes über die Gleichbehandlung von Frauen und Männern in amtlichen Verlautbarungen geschlechtsneutrale Bezeichnungen und hilfsweise Paarformen.
- 1987 gibt Berlins Senatsverwaltung das Rundschreiben über die Gleichbehandlung von Frauen und Männern im Sprachgebrauch der Berliner Verwaltung heraus.
- 1988 veröffentlicht Baden-Württembergs Landesregierung den Erlass von Vorschriften mit einem Punkt zur sprachlichen Gleichbehandlung von Frauen und Männern.
- 1990 beschließt Schleswig-Holsteins Landesregierung eigene Grundsätze zur Gleichbehandlung von Frauen und Männern in der Rechtssprache der Landesbehörden, nach denen der Gebrauch männlicher Bezeichnungen auch für Frauen grundsätzlich zu vermeiden und eine geschlechterbezogene Rechtssprache zu verwenden ist.
- 1990 übergibt die interministerielle „Arbeitsgruppe Rechtssprache“ nach dreijähriger Beratung der Kohl-Regierung den Bericht Maskuline und feminine Personenbezeichnungen in der Rechtssprache mit der Aufforderung, zur Vermeidung generischer Maskulinformen bessere Formulierungen zu suchen und zu verwenden.
- 1991 beschließt Niedersachsen die Grundsätze für die Gleichbehandlung von Frauen und Männern in der Rechtssprache mit der Festlegung, dass im Regelfall beide Geschlechter benannt werden sollen.
- 1992 gibt die Bayerische Staatsregierung Änderung der Organisationsrichtlinien bekannt, die einen Punkt zur Gleichbehandlung von Frauen und Männern in der Sprache enthalten.
- 1993 ergeht in Nordrhein-Westfalen der Erlass zur Gleichstellung von Frau und Mann in der Rechts- und Amtssprache mit der Feststellung, dass der verallgemeinernde Gebrauch von männlichen Formen für alle Geschlechter der Forderung nach sprachlicher Gleichstellung nicht angemessen Rechnung trägt.
- 1994 beschließt Brandenburgs Regierung ein Landesgleichstellungsgesetz, das keine Verwendung generischer Maskulinformen erlaubt.
- 1995 erlässt Hamburgs Senat die Grundsätze zur Gleichbehandlung von Frauen und Männern in der Rechts-und Verwaltungssprache.
- 1995 gibt die Landesregierung von Rheinland-Pfalz die Verwaltungsvorschrift Geschlechtsgerechte Amts- und Rechtssprache heraus, um den Gebrauch generischer Maskulinformen zu vermeiden.
- 2001 wird das Bundesgleichstellungsgesetz für alle Dienststellen auf Bundesebene beschlossen (die 16 Bundesländer haben seit den 1990ern eigene Landesgleichstellungsgesetze); das BGleiG schreibt vor, die Gleichstellung von Frauen und Männern sprachlich zum Ausdruck zu bringen, auch im dienstlichen Schriftverkehr.
- 2002 werden in Bayern die Organisationsrichtlinien angepasst und Paarformen und geschlechtsneutrale Bezeichnungen vorgeschrieben, nur als Ausnahme sind generische Maskulinformen erlaubt; auch juristische Personen sind zu gendern.
- 2004 wird das JVEG gegendert als Gesetz über die Vergütung von Sachverständigen, Dolmetscherinnen, Dolmetschern, Übersetzerinnen, Übersetzern sowie die Entschädigung von ehrenamtlichen Richterinnen, ehrenamtlichen Richtern, Zeuginnen, Zeugen und Dritten.
- 2006 tritt das Allgemeine Gleichbehandlungsgesetz in Kraft (AGG, „Antidiskriminierungsgesetz“), das Benachteiligung wegen des Geschlechts auch in der Sprache verhindern und beseitigen soll.
- 2008 erklärt das Handbuch der Rechtsförmlichkeit des Justizministeriums, in juristischen Texten seien Frauen direkt anzusprechen und sichtbar zu machen; bereits 1991 hatte das Handbuch die Gebrauchsgewohnheit des generischen Maskulinums in Frage gestellt.
- 2013 wird die Straßenverkehrs-Ordnung umfassend gegendert.
- 2013 novelliert die Thüringer Landesregierung ihr Gleichstellungsgesetz und ergänzt, dass soweit möglich geschlechtsneutrale Bezeichnungsformen zu wählen sind.
- 2018 erlaubt das Gesetz zur Änderung der in das Geburtenregister einzutragenden Angaben, die neue Geschlechtsoption „divers“ zu wählen; zusammen mit (intergeschlechtlichen) Personen, deren Geburtsgeschlecht rechtlich „offengelassen“ wurde, gelten Diversgeschlechtliche nach dem deutschen Personenstandsgesetz als weder dem weiblichen noch dem männlichen Geschlecht zugeordnet, woraus sich auch Konsequenzen für ihre angemessene Benennung und eine gendergerechte Schreibung im Deutschen ergeben.
- 2018 entscheidet der Bundesgerichtshof gegen die Frauenrechtlerin Marlies Krämer, dass der Gebrauch generischer Maskulinformen in der Unternehmenskommunikation mit der Kundschaft nicht gegen das Allgemeine Gleichbehandlungsgesetz verstößt.
- 2020 erklärt Sachsens Justizministerium, in zukünftigen Gesetzentwürfen und Rechtsverordnungen keine männlichen Bezeichnungsformen im verallgemeinernden Sinne zu verwenden, sondern geschlechtsneutrale Formulierungen und an passenden Stellen Paarformen.
- 2021 wird in Sachsen und in Schleswig-Holstein verordnet, dass an Schulen zur geschlechtergerechten Schreibung keine Genderzeichen wie der Genderstern verwendet werden dürfen; in Baden-Württemberg und Bremen ist das den Schulen freigestellt.
- 2023 dehnt das sächsische Kultusministerium das Verbot, durch Sonderzeichen zu gendern, auch auf die Kooperationspartner der öffentlichen Schulen aus.[147]
- 2024 verbietet Bayern in Schulen und Behörden das Gendern mit wortinternen Sonderzeichen. Dies solle unabhängig von etwaigen künftigen Entscheidungen des Rates für deutsche Rechtschreibung gelten.[148][149]
- 2024 verbietet Hessen Schülern, beim Abitur auf Sonderzeichen wie Sternchen, Doppelpunkt oder Unterstrich zurückzugreifen, widrigenfalls das als Fehler gewertet würde.[150]

##### Österreich
- 1990 enthält das Handbuch der Rechtssetzungstechnik: Legistische Richtlinien des Bundeskanzleramts als allgemeine Leitlinie, Frauen und Männer mit Paarformen gleichermaßen anzusprechen; geschlechtsneutral sind Organ-, Funktions- und Typenbezeichnungen sowie Rechtsvorschriften über personenstandsrelevante Angelegenheiten zu formulieren.
- 2001 verpflichtet ein Ministerratsbeschluss alle Bundesministerien und ihre Ressorts zum geschlechtergerechten Sprachgebrauch; weitestgehend sollen beide Geschlechter sprachlich zum Ausdruck gebracht werden.
- 2003 wird das Bundes-Verfassungsgesetz ergänzt: Amtsbezeichnungen, Titel, akademische Grade und Berufsbezeichnungen können in der Form verwendet werden, die das Geschlecht des Amtsinhabers oder der Amtsinhaberin zum Ausdruck bringt.
- 2019 tritt die Möglichkeit in Kraft, unter Vorlage eines einschlägigen medizinischen Gutachtens den eigenen Geschlechtseintrag im Zentralen Personenstandsregister auf „divers“ ändern zu können, womit intergeschlechtliche Personen Anspruch auf angemessene Benennung und sprachliche Gleichbehandlung haben.

##### Schweiz
- 1981 wird der Grundsatz der Gleichstellung von Frauen und Männern in die schweizerische Bundesverfassung aufgenommen; in der Folge gibt es mehrere parlamentarische Vorstöße, um die Gleichbehandlung auch sprachlich zu verwirklichen.
- 1988 stellt das Berufsverzeichnis der Bundesverwaltung weibliche Personenbezeichnungen neben die bisher generisch Männlichen, auch für Berufe, die bisher nicht von Frauen ausgeübt werden.
- 1996 veröffentlicht die Bundeskanzlei ihren Leitfaden zur sprachlichen Gleichbehandlung als teilweise verbindliches Hilfsmittel und Instrument für die geschlechtergerechte Formulierung der deutschsprachigen amtlichen Texte des Bundes.
- 2007 wird im Sprachengesetz verankert, dass die Gleichbehandlung von Frauen und Männern durch geschlechtergerechte Formulierungen zum Ausdruck gebracht werden soll.
- 2009 überarbeitet die Bundeskanzlei in Zusammenarbeit mit der Zürcher Hochschule für Angewandte Wissenschaften den deutschsprachigen Leitfaden ausführlich unter dem Titel Geschlechtergerechte Sprache und bezeichnet Formulierungen mit dem generischen Maskulinum als grundsätzlich nicht geschlechtergerecht.
- 2021 gibt die Bundeskanzlei eine Weisung zum „Umgang mit dem Genderstern und ähnlichen Schreibweisen in deutschsprachigen Texten des Bundes“ heraus, in der sie weiterhin die sprachliche Gleichbehandlung der Geschlechter vorschreibt, die Verwendung von Genderzeichen aber ebenso ausschließt wie den Gebrauch generischer Maskulinformen.

#### Hochschulen
Viele Hochschulen im deutschsprachigen Raum veröffentlichten eigene Sprachleitfäden mit teils unterschiedlichen Vorschlägen bezüglich geschlechtergerechter oder -neutraler Sprache zur Vermeidung generischer Maskulinformen. Einer der ersten in Deutschland war 1999 der Leitfaden Gleichstellungsgerechte Sprache – ist dies wirklich unwichtig? von der Gleichstellungsbeauftragten der Universität Passau. Als einer der frühesten gilt auch der 32-seitige Ratgeber Geschlechtergerecht in Sprache und Bild der Universität Linz von 2009. Eine Studie von 2011 untersuchte 12 von der Deutschen Forschungsgemeinschaft ausgezeichnete universitäre Gleichstellungskonzepte und beurteilte 95 bis 99 % der in ihnen verwendeten Bezeichnungen als „geschlechtergerecht“ (Beidnennung, Schrägstrich, Neutralisierung); auf den Webseiten der betreffenden Hochschulen fanden sich in 82 % aller Fälle geschlechtergerechte Formulierungen.
2017 untersuchte das Forschungsprojekt „Geschlechtergerechte Sprache in Theorie und Praxis“ (geleitet von Gabriele Diewald) die 80 deutschen Sprachleitfäden, die Universitäten und Fachhochschulen bis dahin veröffentlicht hatten (30 bis 40 % aller Hochschulen). In der Regel hatten die Leitfäden nicht den Charakter einer verbindlichen Dienstanordnung, sondern waren Ratgeber zu gendergerechten Formulierungsmöglichkeiten. Während die frühen Leitfäden von Sprachwissenschaftlern geschrieben worden waren, übernahmen das in der Folge die Gleichstellungsstellen selber; nicht immer war erkennbar, wer die Vorschläge erarbeitet hatte. Eine Einheitlichkeit der sprachlichen Praxis war nicht festzustellen.

##### Gendergerechte, geschlechtersensible Sprache
Nach den Verfassungsurteilen zur dritten Geschlechtsoption „divers“ in Deutschland 2017 und Österreich 2018 haben viele Gleichstellungsbeauftragte in Absprache mit Leitungsgremien und Fachabteilungen ihre internen Empfehlungen und Leitlinien angepasst, um in der offiziellen Kommunikation auch weitere Geschlechter und Geschlechtsidentitäten zu berücksichtigen („Inter- und Trans*-Personen“). Entsprechend finden sich zunehmend Bezeichnungen wie „gendergerechte“ oder „geschlechtersensible Sprache“, um die soziale Inklusion zu verdeutlichen.
Fast alle öffentlich publizierten Hochschul-Leitfäden empfehlen mittlerweile geschlechtsneutrale Formulierungen (Studierende; alle, die studieren), teils legen sie das Hauptgewicht darauf. Während viele Leitfäden noch die Beidnennung empfehlen (Studentinnen und Studenten), lehnen andere dies als zweigeschlechtliche Lösung ab, ebenso den Schrägstrich oder das Binnen-I. Zu abgekürzten Schreibweisen geben viele Hochschulen spezielle Empfehlungen, insbesondere für knappe Texte – einige erlauben oder empfehlen Genderzeichen zur Sichtbarmachung von nichtbinären Personen (neben Männern und Frauen), so auch der Verband der neun German Universities of Technology (TU9).
 Im März 2021 merkte der Rat für deutsche Rechtschreibung (RdR) an, dass seine Anforderungen für geschlechtergerechte Texte von manchen Sprachleitfäden nicht erfüllt würden:

„Diese Kriterien geschlechtersensibler Schreibung werden von den in den letzten Jahren in manchen Bereichen, vor allem Kommunen und Hochschulen, verfügten Vorgaben zur geschlechtergerechten Schreibung nicht erfüllt. Das gilt vor allem für die Nutzung von Asterisk, Unterstrich, Doppelpunkt und anderen verkürzten Zeichen, die innerhalb von Wörtern eine ‚geschlechtergerechte Bedeutung‘ zur Kennzeichnung verschiedener Geschlechtsidentitäten signalisieren sollen. […]

Für den Hochschulbereich erscheint fraglich, ob die Forderung einer ‚gegenderten Schreibung‘ in systematischer Abweichung vom Amtlichen Regelwerk der deutschen Rechtschreibung für schriftliche Leistungen der Studierenden und die Berücksichtigung ‚gegenderter Schreibung‘ bei deren Bewertung durch Lehrende von der Wissenschaftsfreiheit der Lehrenden und der Hochschulen gedeckt ist. Hochschulen und Lehrende haben die Freiheit des Studiums nicht nur bei der Wahl von Lehrveranstaltungen, sondern auch bei der Erarbeitung und Äußerung wissenschaftlicher Meinungen der Studierenden zu beachten und zu schützen.“

### Kritik
Siehe auch unten: Debatten Pro und Kontra (Weblinks)
In seinem Buch Logbuch Deutsch beschrieb der Germanist und Romanist Roland Kaehlbrandt die geschlechtergerechte Sprache als Produkt einer „Bevormundungsgesellschaft“, deren Akteure mit „übertriebener Selbstgewissheit“ ihre sprachpolitische Agenda verfolgten und hierbei eine Art „Moraldeutsch“ ins Leben gerufen hätten. Auch ästhetische Argumente gegen das „Gerechtigkeitsdeutsch“ führte er an und konstatierte Künstlichkeit und den Verlust von Sprachschönheit: „Die sprachlichen Verrenkungen, die aus dem akademischen Milieu in die Öffentlichkeit gelangen, zeugen zwar von Engagement für die Sache, aber leider auch von Weltfremdheit und mangelndem Sprachgefühl.“
Der Sprachwissenschaftler Josef Bayer problematisiert, dass die Gendersprache keine aus der Sprache selbst hervorgehende Evolution darstelle, sondern „ein von aussen aufgesetztes Reförmchen“ sei. Mit natürlichem Sprachwandel habe „Gendersprache nicht das Geringste zu tun“.

#### Die Genus-Sexus-Debatte
Kritiker der geschlechtergerechten Sprache werfen den Befürwortern vor, die Kategorien Genus (grammatisches Geschlecht) und Sexus (natürliches Geschlecht) nicht deutlich genug voneinander zu trennen. So vertreten etwa die Sprachwissenschaftler Damaris Nübling und Henning Lobin den Standpunkt, „dass in der Linguistik längst der Nachweis erbracht“ worden sei, „dass das Genus direkte Auswirkungen auf die Vorstellung von Sexus hat, und zwar konkret auf die Wahrnehmung.“ Auch für Anatol Stefanowitsch ist es „wissenschaftlicher Konsens“ und „keine feministische Randposition“, dass sich das Genussystem des Deutschen „bei Personenbezeichnungen systematisch auf den Sexus der bezeichneten Person bezieht.“
Die Sprachwissenschaftlerin Martina Werner kritisiert 2017, die Feministische Linguistik mache „keinen Unterschied zwischen Genus und Sexus“ und setze damit „unbewusst die Argumentationslogik der Richtung fort, gegen die zu argumentieren sie eigentlich angetreten ist, nämlich die sexualisierende Grammatikschreibung.“ Werner bezweifelt, dass eine grammatische Kategorie wie das Genus ein „Diskriminierungspotenzial“ bergen kann. Als „Auslöser der Genus-Sexus-Debatte“ könne „die unter Umständen missverständliche Terminologie angenommen werden (Genus ‚masculinum, femininum‘).“ Die Kritik der Sprachwissenschaftlerin Ewa Trutkowski setzt 2020 an der gleichen Stelle an: „Gendern, also die Nutzung sogenannter gendergerechter Sprache, kann als Konsequenz der Vermengung des Merkmals Genus mit dem Merkmal Sexus angesehen werden.“

#### Verteidigung des generischen Maskulinums
Ein Großteil der Vorschläge für geschlechtergerechte Sprachformen im Deutschen resultiert aus dem Bemühen, den Gebrauch des generischen Maskulinums zu meiden, eine grammatische Form, die seit den 1980er Jahren im Fokus feministischer Sprachkritik steht. Luise F. Pusch: „Kurz, der wahre Feind ist das ‚generische Maskulinum‘, das (…) Frauen besser unsichtbar macht als jede Burka“. Versuche, das generische Maskulinum zu rehabilitieren, wurden unter anderen von Sprachwissenschaftlern wie Peter Eisenberg, Helmut Glück und Josef Bayer unternommen, die systemlinguistisch argumentieren. So fordert Peter Eisenberg 2018 „Finger weg vom generischen Maskulinum!“ und beklagt einen „Krieg gegen das generische Maskulinum“. Eisenberg sieht im generischen Maskulinum „eine in der Sprache tief verankerte, elegante und leistungsstarke Möglichkeit zur Vermeidung von Diskriminierung.“ Er hält die semantische Charakterisierung des generischen Maskulinums „Frauen sind mitgemeint“ für inkorrekt: „Frauen sind gar nicht gemeint, ebenso wenig wie Männer oder Geschlechtsidentitäten jenseits der binären Norm.“
Gisela Zifonun, bis 2011 Leiterin der Abteilung Grammatik am Institut für Deutsche Sprache, weist 2018 darauf hin, dass das generische Maskulinum fest in der deutschen Sprache verankert sei, unter anderem in Wortbildungen (Suffigierungen) wie aufklärerisch, meisterhaft oder anfängerhaft. Ein solches Wort müsse notwendigerweise geschlechtsneutral sein, denn „Sexus oder Gender“ zähle „nicht zu den relevanten Komponenten des Begriffs“. Zifonun führt weiter aus, dass die in vielen Sprachzusammenhängen feststellbare „Irrelevanz von Gender- oder Sexusmerkmalen“ von den Gegnern des Genderns oft zur Verteidigung des generischen Maskulinums in Anspruch genommen wird: „Referenzsemantisch spricht einiges für diese Position.“
Josef Bayer beruft sich 2019 in der Neuen Zürcher Zeitung auf die Markiertheitstheorie von Roman Jakobson (1896–1982) und kritisiert die Gleichsetzung des Maskulinums mit biologischer Männlichkeit (siehe oben zur Genus-Sexus-Debatte). Wörter wie Student und Studenten beinhalten in seinen Augen „keine Festlegung auf das natürliche Geschlecht und somit auf männliche Wesen.“ Er weist darauf hin, dass solche Substantive unmarkierte Formen sind, „die den Bezug auf weibliche Wesen, die studieren, automatisch mit einschliessen.“ Der Journalist und Philosoph René Scheu meinte 2019 im selben Medium, es sei an der Zeit, „das generische Maskulinum neu zu entdecken: Es ist von schlichter Eleganz, weil es niemanden aus-, dafür aber alle einschliesst.“

#### Kritik an sprachidealistischen Konzepten
Der geschlechtergerechten Sprache wird von einigen Kritikern vorgeworfen, sie beruhe auf einem sprachidealistischen Ansatz. Es wird in diesem Zusammenhang die Frage aufgeworfen, in welchem Maße Sprache das Denken beeinflusst und inwieweit ein gezielt herbeigeführter Sprachwandel einen gesellschaftlichen Wandel bewirken kann. Luise F. Pusch stellte wiederholt eine direkte Verbindungslinie zwischen Sprachwandel und sozialem Wandel her, so 2017: „Wir verändern die Sprache, damit verändern wir die Vorstellungen, die Bilder im Kopf, das Bewusstsein – und den ganzen Rest.“
Der Sprachwissenschaftler Hans-Martin Gauger hatte Pusch 2014 geantwortet, die feministische Sprachkritik überschätze „gewaltig die bewusstseinsbildende Macht einer Sprache.“ Auch die Sprachwissenschaftlerin Margarete Jäger hinterfragte 2006 das Potenzial von Sprache, gesellschaftliche Veränderungen auszulösen: „Diese Vorstellung von der Kraft der Sprache macht zwar verständlich, weshalb die Linguistinnen meinen, durch sprachliche Veränderungen den Frauen einen entscheidenden Dienst zu erweisen, denn sie sehen einen mehr oder weniger starken Automatismus gesellschaftlicher Veränderung durch Veränderung der Sprache. Diesen Automatismus aber gibt es nicht. Er erinnert eher an sprachmagische Vorstellungen vergangener Zeiten, deren Relikte heute noch bei Flüchen und Beschwörungen zu beobachten sind“. Als Diskurstheoretikerin kritisiert Jäger eine in ihren Augen einseitige Fokussierung auf das Wie (Wortebene) und konstatiert eine Vernachlässigung des Was (Inhalt der Äußerungen/das Sprechhandeln), ohne damit jedoch grundsätzlich die Notwendigkeit einer geschlechtergerechten Sprache in Frage zu stellen.
Gisela Klann-Delius vertrat 2008 die Auffassung, die Sprache sei für gesellschaftliche Probleme weder verantwortlich, noch könne sie diese beheben. Ähnlich sieht es Wolfgang Klein, der 2019 einwendet, die Rolle der Sprache werde in diesem Zusammenhang „ein bisschen überschätzt“.

#### Ablenkung von der Kernaussage
Die Sprachwissenschaftlerin Gisela Klann-Delius nannte 2005 in ihrem Buch Sprache und Geschlecht als einen Kritikpunkt, dass bei gegenderten Texten der Aspekt des Geschlechtlichen häufig in einer Weise in den Vordergrund trete, die von der beabsichtigten Kernaussage ablenke; Beispiel für eine konventionelle Formulierung mit geschlechtergerechter Variante:
- Ärzte betrachten den Therapeuten allenfalls als Tröster für ihre Patienten.

 → Ärztinnen und Ärzte räumen dem therapeutischen Beruf allenfalls eine tröstende Funktion ein.
Klann-Delius merkte an, dass bei der Umformulierung wesentliche „Ausdrucksnuancen verschwinden“ und „der konkrete Gehalt der Äußerung (Therapeut als Tröster) einer geschlechtergerechten, aber wenig lebendigen und konkreten Darstellungsweise“ geopfert werde.

#### Probleme beim mündlichen Vortrag
Als weitere Kritik wird vorgebracht, dass gegenderte Texte beim Einsatz von schriftbildbezogenen Gestaltungsmitteln wie Schrägstrich und Binnen-I für den mündlichen Vortrag nur wenig geeignet seien (siehe oben Aussprache von Kurzformen).
Die Gesellschaft für deutsche Sprache lehnte im August 2020 das Binnen-I sowie Schreibweisen mit Genderzeichen ab, weil sie sich beim Vortragen nicht eindeutig verschriftlichen ließen – unklar bleibe, was im vorgetragenen Text stehe. Außerdem könne es zu Missverständnissen beim mündlichen Vortrag kommen, wenn etwa beim Hören nur die weibliche Form wahrgenommen werde (siehe GfdS-Kritik zur Verschriftlichung von Gender-Pausen).
Der Deutsche Blinden- und Sehbehindertenverband (DBSV) erklärte im März 2021: „Für blinde und sehbehinderte Menschen ist das Gendern durch Satz- und Sonderzeichen problematisch.“ Genderzeichen würden die Barrierefreiheit bezüglich des Vorlesens von Texten durch Screenreader-Programme einschränken (siehe oben zur DBSV-Position).

#### Kritik auf semantischer Ebene
Einige Sprachwissenschaftler und Schriftsteller lehnen die Verwendung des substantivierten Partizips I zur Bildung von Ersatzformen (Studierende, Lehrende, Teilnehmende) aus semantischen Gründen ab. Eine solche Wortbildung beschreibe üblicherweise eine Person, die gerade etwas tue (Aspekt der Gleichzeitigkeit). Wolfgang Klein verdeutlichte 2019 in den Lübecker Nachrichten den Unterschied: „Der Fahrer und der Fahrende zum Beispiel, das ist schon etwas anderes. Der Fahrende ist der, der gerade fährt. Die Tänzerin muss nicht unbedingt gerade tanzen, die Tanzende aber sehr wohl“. Der Schriftsteller Max Goldt meinte im Jahr 2002, nicht alle Studenten seien immer „studierend“ (mit ihrem Studium beschäftigt) und nicht alle, die sich gerade Studien widmeten, seien zwangsläufig auch Studenten oder Studentinnen: „Wie lächerlich der Begriff Studierende ist, wird deutlich, wenn man ihn mit einem Partizip Präsens verbindet. Man kann nicht sagen: In der Kneipe sitzen biertrinkende Studierende. Oder nach einem Massaker an einer Universität: Die Bevölkerung beweint die sterbenden Studierenden. Niemand kann gleichzeitig sterben und studieren.“ Der Sprachforscher Helmut Glück hat der Verwendung des Partizip I in der geschlechtergerechten Sprache 2020 ein ganzes Buch gewidmet.
Der Linguist Peter Eisenberg sieht eine Daseinsberechtigung von Partizipialsubstantiven, weist aber darauf hin, dass das Partizipialsubstantiv eine andere Bedeutung als das Nomen Agentis hat: So sei „Die Mitarbeitenden werden das Ziel der Klasse erreichen“ etwas völlig anderes als „Die Mitarbeiter von Audi werden Erfolg haben.“

#### Betonung der Geschlechterdifferenz durch Sichtbarmachung
Klann-Delius nannte 2005 als weiteren Kritikpunkt, die geschlechtergerechte Sprache bekräftige die „Relevanz von Geschlecht als sozialer Kategorisierung“ weiter, obwohl die Intention des Gleichstellungsgedankens eigentlich in die gegenteilige Richtung ziele.
Der Psycholinguist Wolfgang Klein fasste 2008 in Bild der Wissenschaft zusammen: Der Sexismus, der eigentlich bekämpft werden soll, werde mit den gendergerechten Schreibweisen erst in die Sprache eingeführt. Die Beidnennungen würden jetzt erst unterstreichen, dass ein weiblicher Professor nur eine Professorin sein kann – und möglicherweise doch keine Frauen gemeint sein könnten, wenn von Politikern die Rede ist.
Die Journalistin Caroline Fetscher schrieb 2019 im Tagesspiegel von einem „Grundwiderspruch“ in den Reformkonzepten: „Frauen sollen auftauchen und zugleich Geschlechter verschwinden – Aktuelle Reformkonzepte plagen sich hier mit einem Grundwiderspruch herum. Einerseits sollen Frauen in ‚Bürger*innen‘ auftauchen (selten angeführt werden ‚Kriegsverbrecher*innen‘ oder ‚Täter*innen‘). Andererseits soll die binäre Geschlechterordnung – männlich, weiblich – verschwinden. Einerseits soll also Identität betont werden, andererseits universalistische Gleichheit.“
Die Schriftstellerin Nele Pollatschek äußerte 2020 im Tagesspiegel Kritik an der Strategie der Sichtbarmachung des Geschlechtes und bezeichnete Gendern als „sexistisch“. Denn Gendern mache das Geschlecht des Bezeichneten zur wichtigsten Informationskategorie. Sie verwies auf die Situation in Großbritannien, wo Feministinnen sich für die Abschaffung feminin markierter Wörter wie actress oder authoress einsetzen. Pollatschek besteht darauf, als „Schriftsteller“ bezeichnet zu werden: „Ich gendere nicht, ich möchte nicht gegendert werden, gerade weil ich weiß, wie Diskriminierung sich anfühlt.“

#### Ablenkung oder Verdrängung von sozialen Ungleichheiten
Kritiker der geschlechtergerechten Sprache verweisen darauf, dass diese von tatsächlichen sozialen Ungleichheiten ablenke oder diese verdränge. Laut der österreichischen Ethnologin Ingrid Thurner veränderten etwa Alternativformen wie das Binnen-I nichts an den tatsächlichen Ungleichstellungen zwischen Männern und Frauen. Das überproportionale Interesse für gendergerechte Sprache wird mitunter als neoliberale Strategie kritisiert, die von der sozialen Ungleichheit zwischen armen und reichen Bevölkerungsgruppen ablenke. Gendergerechte Sprache wird in diesem Zusammenhang – unter anderem von dem Philosophen Richard David Precht – als linke Symbolpolitik eingeordnet, die reale Verhältnisse nicht verbessere.
Dieses Argument gegen geschlechtergerechte Sprache wird auch häufig kritisiert als rhetorisches Ablenkungsmanöver (Whataboutism): Sprachliche Gleichstellung und sozioökonomische Gleichstellung schlössen sich gegenseitig nicht aus, sondern könnten vielmehr parallel verfolgt werden.

#### Kritik an psycholinguistischen Studien
Befürworter der geschlechtergerechten Sprache verweisen oft auf psycholinguistische Studien, die empirisch belegten, dass bei der Rezeption des generischen Maskulinums verstärkt an männliche Personen gedacht werde. Der „gedankliche Einbezug von Frauen“ sei beim generischen Maskulinum geringer als bei geschlechtergerechten Sprachformen.
Einige Sprachwissenschaftler stellen die Aussagekraft dieser Studien in Frage: „Tests dieser Art sagen nichts aus über eine generell mit dem generischen Maskulinum assoziierte mentale Sexus-Zuweisung“, stellt die Linguistin Gisela Zifonun fest. Die Sprachwissenschaftlerin Ewa Trutkowski weist darauf hin, dass es stark vom sprachlichen Kontext abhänge, welche Assoziationen ein Wort auslöst. Assoziationsstudien, die in so differenzierter Form unterschiedliche Kontexte berücksichtigen würden, gebe es aber bislang nicht. Nach ihrer Einschätzung bewegten sich Verfechter des Genderns, die sich auf solche Studien berufen, auf „dünnem Eis“.
Auch der Sprachwissenschaftler Peter Eisenberg hält die Aussagekraft von psycholinguistischen Studien für eher gering: „Assoziationstests sind unbrauchbar, wenn es um die Frage geht, welches die Grundbedeutung von Lehrer, Spion oder Soldat ist.“

#### Vorwurf der Elitensprache
Sabine Mertens vom Verein Deutsche Sprache hält die gendergerechte Sprache für ein „Elitenthema“, das bloß an Universitäten und im Feuilleton diskutiert werde, für die meisten Menschen aber nicht nachvollziehbar sei und sie verunsichere. Uli Fricker, Redakteur des Südkurier, zieht 2019 diesbezüglich Parallelen zum 18. Jahrhundert, als „die Elite plötzlich französisch sprach, um sich vom Volk abzuheben“. Die Mehrheit der Sprachnutzer würde sich bevormundet und abgehängt fühlen von dem „komplizierten Gender-Schnack mit seinen Fallen und Gruben“.

### Aufrufe gegen das Gendern
Seit 2014 wurden von verschiedenen Gruppierungen Aufrufe und Kampagnen gegen bestimmte Ausprägungen geschlechtergerechter Sprache initiiert. Insbesondere wird dabei das Festhalten am generischen Maskulinum gefordert, das als sprachliche Normalität angesehen wird. So unterschrieben im Jahr 2014 in Österreich rund 800 Personen, darunter Professoren, Lehrer und Journalisten, einen offenen Brief an die Bildungs- und Frauenministerin und den Wissenschaftsminister mit Kritik an der „sprachlichen Gleichbehandlung“. Im März 2019 veröffentlichte der Verein Deutsche Sprache einen Aufruf mit dem Titel „Schluss mit Gender-Unfug!“ Im Sommer 2022 forderten mehr als 200 Sprachwissenschaftler, Philologen und weitere Unterzeichner die Öffentlich-Rechtlichen Sender in einem Aufruf auf, ihre Genderpraxis zu revidieren.

## Andere Sprachen
1. Englisch
2. Französisch
3. Spanisch und Portugiesisch
4. Niederländisch
5. Schwedisch, Isländisch und Finnisch
6. Thailändisch

### Englisch
1973 untersuchte die US-amerikanische Sprachwissenschaftlerin Robin Lakoff im Zusammenhang mit der zweiten Welle der Frauenbewegung die unterschiedliche Sprache von Männern und von Frauen im Englischen. Unter der Überschrift Language and Woman’s Place („Sprache und die Stellung der Frau“) arbeitete Lakoff heraus, welche Bedeutungsinhalte und Einstellungen die Sprechenden jeweils transportieren. Die Studie zur Marginalisierung von Frauen in der Sprache und im Sprachgebrauch zeigte auf, wie die benachteiligte Stellung der Frau in gesellschaftlichen Bereichen sowohl zum Ausdruck gebracht als auch bekräftigt wird. Dieser Arbeit wird oft zugeschrieben, das Verhältnis von Sprache und Gender/Geschlecht als Forschungsobjekt in der Sprachwissenschaft und anderen Disziplinen angestoßen und etabliert zu haben (vergleiche Gender-Defizit-Modell). Bald darauf begann die neue Disziplin der Genderlinguistik geschlechtsspezifische Varietäten von Sprache zu untersuchen.
Substantive
In der englischen Sprache haben Substantive kein grammatisches Geschlecht (Genus) und Personenbezeichnungen sind allgemein geschlechtsneutral (Sexus-indifferent). So kann das englische Wort teacher sowohl einen Lehrer als auch eine Lehrerin oder eine nichtbinäre Person bezeichnen und von allen als Berufsbezeichnung benutzt werden. Die Ableitung geschlechtsspezifischer Wortformen spielt kaum eine Rolle, nur wenige Bezeichnungen werden abgeleitet, etwa mister → mistress (Frau, Herrin) oder Adelstitel wie prince → princess (Prinzessin). Abgeleitete Berufsbezeichnungen wie actress (Schauspielerin) oder stewardess (Flugbegleiterin) gelten als abwertend gegenüber den männlichen Entsprechungen und finden sich seit der Jahrtausendwende immer seltener (vergleiche Movierung im Englischen). Eine Ausnahme hiervon ist die Aufteilung der Oscar-Auszeichnungen in Best Actor (Bester Hauptdarsteller) und Best Actress (Beste Hauptdarstellerin).
Pronomen
Der generische Gebrauch von Maskulina wurde erstmals 1973 kritisch untersucht in Bezug auf geschlechtsspezifische Stellenausschreibungen. 1975 folgte die Studie Androcentrism in Prescriptive Grammar („Androzentrismus in präskriptiver Grammatik“) zu Personalpronomen, die festhielt, wie der britische Staat im Jahr 1850 gesetzlich in den bis dahin üblichen Sprachgebrauch eingegriffen hatte, um den Gebrauch des männlichen Pronomens he im generischen Sinne zu erzwingen.
Im Englischen findet sich seit dem 14. Jahrhundert – etwa hundert Jahre nach dem Aufkommen der Plural-Pronomen – auch die unbestimmte Verwendung des pluralen Pronomens they in der singularen Bedeutung für eine einzelne Person, als neutrale Alternative zu den geschlechtsbezogenen Pronomen he und she. Ab Mitte der 2010er-Jahre verbreitet sich das singulare they für nichtbinäre Personen. Daneben gibt es immer wieder Vorschläge für geschlechtlich unbestimmte Fürwörter wie xe, ze oder das zie/hir von Norrie May-Welby; der US-amerikanische Mathematiker Michael Spivak erfand die sogenannten „Spivak-Pronomen“ e/em/eir/eirs/emself. Von diesen kreativen Lösungen konnte aber noch keine nennenswerte Verbreitung oder Akzeptanz erlangen (siehe Gender Census 2021). Als Schrägstrichschreibung findet sich mitunter s/he (entspricht dem deutschen Vorschlag „sier“).
Anrede
Als geschlechtsneutrale Anrede ist die Form Mx (gesprochen „Mix“ oder „Max“) seit der Jahrtausendwende aufgekommen, dabei werden die Endungen der männlichen Anrede Mr (Mister „Herr“) und der weiblichen Form Mrs oder kurz Ms (Mistress „Frau“) durch ein „x“ ersetzt. 2015 nahm das britische Wörterbuch Oxford English Dictionary die Anredeform Mx auf. Die US-amerikanische Schreibweise Mx. (statt Mr. oder Ms.) steht seit 2016 im Merriam-Webster’s Dictionary.

### Französisch
In der französischen Sprache gibt es im Unterschied zum Deutschen verschiedene Personalpronomen für die zwei Geschlechter auch in der Pluralform: „sie singen“ heißt ils chantent für männliche und elles chantent für weibliche Personen. Für gemischtgeschlechtliche Personengruppen werden die männlichen Pronomen verwendet.
Für einige Berufsbezeichnungen gibt es geschlechtsneutrale Substantive, sogenannte épicènes, beispielsweise l’architecte (der/die Architekt/-in) – le/la pianiste (der/die Pianist/-in) – le/la sécretaire (der/die Sekretär/-in). Als neue geschlechtsneutrale Bezeichnungen (nouveaux épicènes) kommen Bezeichnungen wie le/la juge (der/die Richter/-in) und le/la ministre (der/die Minister/-in) hinzu: So löste etwa in der französischen Politik gegen Ende des 20. Jahrhunderts die Anrede Madame la Ministre die zuvor verwendete Anrede Madame le Ministre weitgehend ab.
Bereits ab den 1970er-Jahren wurden für Berufsbezeichnungen mit maskulinem Genus feminine Movierungen vorgeschlagen: Bezeichnungen, die auf -eur enden, bekommen die weibliche Endung -euse oder -trice, beispielsweise un animateur → une animatrice (Moderator/-in) oder un vendeur → une vendeuse (Verkäufer/-in). Bei anderen Bezeichnungen wird ein -e angehängt, wodurch sich die Schreibweise, nicht aber die Aussprache ändert: un délégué → une déléguée (Delegierter/Delegierte). Sowohl in Stellenausschreibungen als auch in der Presse fanden die Femininformen von gehobenen Berufen aber in Frankreich keine Anwendung. Im frankokanadischen Québec fanden Bezeichnungen wie députée (Abgeordnete) und chirurgienne (Chirurgin) schon in den 1970ern ohne Weiteres Eingang in die Behördensprache, dann in Belgien, Luxemburg und in der französischsprachigen Schweiz.
1984 setzte Yvette Roudy, französische Ministerin für die Rechte der Frau, eine Kommission für die Formulierung frauengerechter Berufs- und Funktionsbezeichnungen ein. Deren Vorschläge zu weiblichen Bezeichnungen, Titeln und Dienstgraden ließ der scheidende sozialistische Premierminister Laurent Fabius 1986 den entsprechenden Dienststellen zur Beachtung zukommen (Circulaire du 11 mars 1986 relative à la féminisation des noms de métier, fonction, grade ou titre).
1992 ergab eine Umfrage, dass die Ableitungen von Endungen mit -eur zu -euse oder -eure unbeliebt waren (etwa auteuse beziehungsweise auteure). Auch die Bildung mit -esse wurde mehrheitlich abgelehnt (Ausnahme: doctor → doctoresse). Den höchsten Zuspruch bekamen zwei Kombinationen:
- weiblicher Artikel + männliches Substantiv: une auteur
- „weiblich“ + männliches Substantiv: femme auteur

1999 stellte die staatliche Forschungsorganisation Centre national de la recherche scientifique eine Liste mit weiblichen Berufsbezeichnungen zusammen und schlug beispielsweise die feminine Form écrivaine (Schriftstellerin) vor.
Die Académie française lehnte vorgeschlagene Schreibweisen oder Beidnennung mit einer femininen Form stets ab: Das generische Maskulinum sei die neutrale, unmarkierte Form. Die Aufgabe der staatlichen Académie ist seit 1635 die „Vereinheitlichung und Pflege der französischen Sprache“.
Im November 2023 beschloss der französische Senat mit konservativer Mehrheit ein Verbot, gendersensible Sprache „in Schriftstücken der Verwaltung, in Gebrauchsanweisungen, Arbeitsverträgen sowie sonstigen Alltagsdokumenten“ zu verwenden.
 Écriture inclusive
2017 erschien ein französisches Schulbuch mit écriture inclusive („inklusive Schreibweise“), in dem als gendergerechte Form der sogenannte Mediopunkt verwendet wurde, beispielsweise in les député·e·s et les électeur·rice·s (Abgeordnete und Wähler·innen). Hilfsweise wird mittlerweile meist der einfache Punkt eingesetzt (les député.e.s et les électeur.rice.s). Der Mediopunkt wird beim Lesen nicht gesprochen; stattdessen werden beide Geschlechter genannt (tout.e.s wird zu tous et toutes oder toutes et tous). Premierminister Édouard Philippe wies die staatlichen Behörden umgehend an, diese Gender-Schreibweisen nicht in amtlichen Texten zu gebrauchen: Die Staatsverwaltung müsse sich „aus Gründen der Verständlichkeit und der Klarheit an die grammatischen und syntaktischen Regeln halten“. Zuvor hatte sich bereits der französische Blindenverband gegen die écriture inclusive ausgesprochen, weil sie Sehbehinderten die Nutzung von Vorleseprogrammen (Screenreadern) fast unmöglich mache. Die Académie française sprach sogar von einer „tödlichen Gefahr“ für die französische Sprache, „für die sich unsere Nation gegenüber den künftigen Generationen von nun an zu verantworten hat“. Die Académie verwarf weiterhin alle Formen der geschlechtergerechten Sprache, selbst weibliche Endungen für Berufsbezeichnungen; dem folgte der Premierminister jedoch nicht, sondern erklärte weibliche Formen ausdrücklich für erwünscht. Die Weltgesundheitsorganisation (WHO), die Vereinten Nationen (UN) sowie die Europäische Union (EU) veröffentlichten weiterhin französischsprachige Dokumente in inklusiver Schrift.
2019 stellte die Académie mit nur zwei Gegenstimmen fest, dass es keine prinzipiellen Hinderungsgründe gibt, in der französischen Sprache Berufsbezeichnungen, Funktionsbezeichnungen, Titel und akademische Grade in der weiblichen Form zu verwenden.
 Im Mai 2021 gab Frankreichs Bildungsminister Jean-Michel Blanquer per Erlass bekannt, dass Berufs- und Funktionsbezeichnungen von Frauen jetzt offiziell in weiblicher Form erlaubt sind. Das Ministerium empfiehlt die Nutzung der femininen Formen und fordert, dass „die Wahl von Beispielen oder Aussagen“ im Schulunterricht „die Gleichberechtigung von Mädchen und Jungen respektieren müsse, sowohl durch feminisierende Begriffe als auch durch die Bekämpfung stereotyper Darstellungen“.
Ausdrücklich verboten – wie seit 2017 in den Ministerien – ist an Schulen und im Bildungsbereich seitdem die Verwendung der écriture inclusive in der Schriftsprache (mehrgeschlechtliche Schreibweisen mit Mediopunkt: député·e·s, oder mit Punkt: député.e.s): Pünktchenwörter zur Umsetzung der geschlechtergerechten Sprache seien zu komplex und behinderten das Lesen und Erlernen des Französischen. Die Einhaltung der grammatischen Regeln im Schulunterricht sei de rigueur (streng zu befolgen). Zuvor hatten Hélène Carrère d’Encausse, Ständige Sekretärin der Académie française, und Marc Lambron, Direktor der Académie, am 5. Mai mitgeteilt, dass inklusives Schreiben „nicht nur kontraproduktiv“ im Kampf gegen sexistische Diskriminierung sei, „sondern auch schädlich für die Praxis und die Verständlichkeit der französischen Sprache“. Die Bildungsgewerkschaft SUD warf dem Minister vor, der pädagogischen Gemeinschaft seine eigene Rückständigkeit aufzuzwingen.
Um auch nichtbinäre Menschen sprachlich einzubeziehen, wurde das neutrale Personalpronomen iel geschaffen, das aus dem maskulinen il und dem femininen elle zusammengesetzt ist. Im Oktober 2021 wurde das Neopronomen in das Online-Wörterbuch des Robert aufgenommen.

### Spanisch und Portugiesisch
In der spanischen und der portugiesischen Sprache wird aufgrund der häufigsten Markierungen des Genus eines Wortes durch die Endung -o oder -a von manchen das Schriftzeichen „@“ (At-Zeichen) als Kombination beider Buchstaben verwendet. So wird die Begrüßung „Liebe Freundinnen und liebe Freunde“ auf Portugiesisch eingekürzt: Caras amigas e caros amigos → Car@s amig@s. In vielen romanischen Sprachen werden Adjektive wie gezeigt anders als im Deutschen auch im Plural genusabhängig dekliniert.
Weil Spanisch eine weltweit gesprochene Sprache ohne Normierungsinstanz ist, entwickeln einzelne Sprachgemeinschaften unterschiedliche Ansätze des Genderns. Im Rahmen der weltweiten Gender-Debatte zur Sichtbarkeit der Geschlechter ersetzen junge Leute beispielsweise in Argentinien die feminine Endung -a und das maskuline -o durch ein neutrales -e, etwa bei bienvenidos (Willkommene) → bienvenides, oder bei secundarias (Sekundarschüler) → secundaries. Auch findet sich neben dem weiblichen Pronomen ella (sie) und dem männlichen él (er) die genderneutrale Form elle. In offiziellen Texten wurde diese Praxis jedoch vom argentinischen Präsidenten Javier Milei verboten.
 In den USA, die einen Bevölkerungsanteil von über 18 % Hispanics und Latinos haben, wird neben der Kurzform mit dem At-Zeichen auch das „x“ als geschlechtsneutrale Endung eingesetzt: Latina & Latino → Latin@ oder Latinx (vergleiche X-Endung als experimenteller Vorschlag im Deutschen, japanisches X-gender).
Im Portugiesischen wird das Morphem {-e} anstelle von {-o} bei bestimmten Wörtern für die maskuline Form verwendet, so zum Beispiel beim Subjektpronomen ele („er“). Beim Elu-System werden daher für diese Wörter anstelle des Morphems {-e}, welches sogar der geschlechtsneutrale definite Artikel ist, das Morphem {-u} verwendet: elu.

### Niederländisch
Dieser Abschnitt orientiert sich an einem Artikel des Hochschullehrers für niederländische Sprache Matthias Hüning.
Im Niederländischen wird das generische Maskulinum weitgehend als neutrale Form akzeptiert. Sprecher des Niederländischen gehen von einer mittelfristigen Bedeutungsverschiebung aus (semantische Verschiebung), männliche Formen würden aufgrund des gesellschaftlichen Wandels auf Dauer neutraler verstanden; je mehr Frauen Professorenstellen besetzen, umso weniger werde mit dem Wort Professor ein Mann assoziiert. Wichtige Tageszeitungen (de Volkskrant, NRC Handelsblad) haben 2016 entschieden, keine weiblichen Berufs- und Funktionsbezeichnungen mehr zu verwenden.
Ein Geschlechter übergreifendes Verständnis der männlichen Wortformen wird durch zwei Aspekte des Niederländischen begünstigt:
1. Für die Bildung weiblicher Personenbezeichnungen, die sogenannte Movierung, gibt es im Niederländischen viel mehr mögliche Suffixe als im Deutschen, und die Sprecher sind sich in der Verwendung unsicherer. Die männlichen und weiblichen Formen zu Königin, Schriftstellerin, Lehrerin, Bibliothekarin, Assistentin, Regisseurin, Direktorin, Rektorin, Diebin, Ärztin heißen auf Niederländisch koning/koningin, schrijver/schrijfster, leraar/lerares, bibliothecaris/bibliothecaresse, assistent/assistente, regisseur/regisseuse, directeur/directrice, rector/rectrix, dief/dievegge, arts/arts (keine weibliche Form vorhanden).
2. Die grammatischen Genera Maskulinum und Femininum sind in den letzten Jahrhunderten im sogenannten Utrum zusammengefallen; damit sind für Frauen und Männer bei Personen- und Funktionsbezeichnungen die Formen auch bei zugeordneten Artikeln und Adjektiven gleich – nach wie vor unterscheiden sich aber die weiblichen und männlichen Formen bei Personal- und Possessivpronomen in der dritten Person Singular.

Es gibt auch in den Niederlanden kritische Stimmen, die für eine stärkere Differenzierung und Sichtbarmachung durch die Verwendung weiblicher Formen plädieren. Dies scheint aber eine klare Minderheitenposition zu sein. Doppelnennungen oder ein Ausweichen auf Partizip-Formen werden in den Niederlanden und in Flandern kaum beobachtet.

### Skandinavische Sprachen
In der schwedischen Sprache gibt es seit 2015 offiziell neben den beiden persönlichen Fürwörtern han („er“) und hon („sie“) das geschlechtsneutrale hen (nicht übersetzbar, am ehesten: „sier“). Es ist geschlechtlich unbestimmt und meint eine Person unbekannten oder unbestimmten Geschlechts, weshalb es auch für Personen mit nichtbinärer Geschlechtsidentität verwendet werden kann. Seinen Ursprung hat hen in den 1960er-Jahren, als schwedische Sprachwissenschaftlerinnen und Sprachwissenschaftler es – nach dem Vorbild des Finnischen – empfahlen zur Vereinfachung der Beidnennung han eller hon („er oder sie“). Zunächst setzte sich der Vorschlag aber in Schweden nicht durch. Im Jahre 2012 erschien das Kinderbuch Kivi & Monsterhund von Jesper Lundqvist, in dem die Hauptfigur mit dem Fürwort hen bezeichnet und allgemein auf Geschlechterzuschreibungen verzichtet wurde. Das Buch löste eine gesellschaftliche Debatte über Geschlechtersensibilität in Schweden aus. 2014 nahm die Schwedische Akademie hen in ihre Wortliste auf und seit April 2015 steht es auch im offiziellen Wörterbuch der schwedischen Sprache Svenska Akademiens ordlista (dem Duden vergleichbar).
Die isländische Sprache hat das geschlechtsneutrale Pronomen hán als Zusammenfassung von „er/sie“ (ähnlich zum neuen schwedischen hen). Es wird seit 2016 an der Universität Island gelehrt und wurde aus dem finnischen hän gebildet. Die finnische Sprache ihrerseits kennt kein grammatisches Geschlecht (Genus).

### Thailändisch
Die thailändische Sprache kennt kein grammatisches Geschlecht. Bestimmte Substantive haben eine geschlechtsspezifische Bedeutung, etwa chai ชาย „Mann“ – ying หญิง „Frau“ – pho พ่อ „Vater“ – mae แม่ „Mutter“ – racha ราชา „König“ – rachini ราชินี „Königin“. Die meisten Substantive sind hingegen in ihrer lexikalischen Bedeutung geschlechtsneutral, etwa khon (คน „Mensch“), khru (ครู „Lehrer/-in“) oder nakrian (นักเรียน „Schüler/-in“, wörtlich „Person-lernen“). Soll das Geschlecht der Person mitangegeben werden, so erfolgt dies durch Wortzusammensetzung, etwa nakrian-chai (นักเรียนชาย „Schüler“, wörtlich „Person-lernen-Mann“) und nakrian-ying (นักเรียนหญิง „Schülerin“, wörtlich „Person-lernen-Frau“). Selbst manche Bezeichnungen für Familienmitglieder sind in ihrer Grundform geschlechtsneutral, etwa phi (พี่ „älteres Geschwister“) und nong (น้อง „jüngeres Geschwister“). Soll hingegen mitgeteilt werden, ob es sich um einen Bruder oder eine Schwester handelt, ist wiederum eine Zusammensetzung erforderlich, etwa phi-sao (พี่สาว „ältere Schwester“) und nong-chai (น้องชาย „jüngerer Bruder“).
Mit Bezug auf Gruppen verschiedenen Geschlechts wird in der Regel die geschlechtsneutrale Grundform verwendet. Auch bei der Anrede eines Publikums werden meist geschlechtsneutrale Bezeichnungen verwendet, etwa than phu mi kiat (ท่านผู้มีเกียรติ „geehrte Gäste“) statt „meine Damen und Herren“. Nur wenn besonders betont werden soll, dass einer Gruppe Personen beiderlei Geschlechts angehören, werden die geschlechtsspezifischen Zusammensetzungen verwendet.